# Presidência de Franklin D. Roosevelt (1941–1945)
O terceiro mandato presidencial de Franklin D. Roosevelt começou em 20 de janeiro de 1941, quando ele foi novamente empossado como o 32º presidente dos Estados Unidos, e o quarto mandato de sua presidência terminou com sua morte em 12 de abril de 1945. Roosevelt conquistou um terceiro mandato ao derrotar o candidato republicano Wendell Willkie na eleição presidencial dos Estados Unidos de 1940. Ele continua sendo o único presidente a servir por mais de dois mandatos. Diferentemente de seus dois primeiros mandatos, o terceiro e o quarto mandatos de Roosevelt foram dominados por preocupações com política externa, já que os Estados Unidos se envolveram na Segunda Guerra Mundial em dezembro de 1941.

Roosevelt obteve a aprovação do Congresso para o programa Lend-Lease, que foi criado para ajudar o Reino Unido em sua guerra contra a Alemanha Nazista, enquanto os EUA permaneceram oficialmente neutros. Depois que a Alemanha iniciou a guerra contra a União Soviética em junho de 1941, Roosevelt estendeu o Lend-Lease também à União Soviética. Na Ásia, Roosevelt forneceu ajuda à República da China, que estava resistindo a uma invasão do Império do Japão. Em resposta à ocupação japonesa da Indochina Francesa em julho de 1941, Roosevelt expandiu um embargo comercial para cortar o petróleo que o Japão precisava urgentemente para sua frota. Quando Roosevelt se recusou a acabar com o embargo, em 7 de dezembro de 1941, o Japão lançou um ataque à frota americana estacionada em Pearl Harbor, no Havaí. O sentimento isolacionista nos EUA entrou em colapso imediatamente e o Congresso declarou guerra ao Japão. Depois que a Alemanha declarou guerra aos EUA, o Congresso declarou guerra a ela e à Itália. Para vencer a guerra, os EUA, a Grã-Bretanha e a URSS reuniram uma grande coalizão de Potências Aliadas. Os EUA financiaram grande parte dos esforços de guerra dos outros aliados e forneceram munições, alimentos e petróleo. Em consulta com seu Exército e Marinha e com o primeiro-ministro britânico Winston Churchill, Roosevelt decidiu adotar uma estratégia que colocasse a Europa em primeiro lugar, focada em derrotar a Alemanha antes do Japão. Na prática, porém, em 1942 e 1943 os EUA se concentraram em lutar contra o Japão.
No final de 1942, os EUA iniciaram sua campanha terrestre contra a Alemanha com uma invasão do Norte da África. As forças alemãs e italianas se renderam em maio de 1943, abrindo caminho para as invasões da Sicília e da Itália. Enquanto isso, a Marinha dos EUA obteve uma vitória decisiva sobre o Japão na Batalha de Midway e iniciou uma campanha de invasão de ilhas no Pacífico. Em 1943, os Aliados lançaram uma invasão à Itália e continuaram a adotar a estratégia de salto de ilha em ilha. Os principais líderes aliados se reuniram na Conferência de Teerã em 1943, onde começaram a discutir os planos do pós-guerra. Entre os conceitos discutidos estava a Organização das Nações Unidas, uma organização intergovernamental defendida por Roosevelt que substituiria a Liga das Nações após a guerra. Em 1944, os Aliados lançaram uma invasão bem-sucedida do norte da França e a Marinha dos EUA obteve uma vitória naval decisiva sobre o Japão na Batalha do Golfo de Leyte. Na época da morte de Roosevelt, em abril de 1945, os Aliados já haviam ocupado partes da Alemanha e os EUA estavam em processo de captura de Okinawa. A Alemanha e o Japão se renderam em maio-agosto de 1945, durante a administração do sucessor de Roosevelt, Harry S. Truman, que anteriormente serviu como vice-presidente de Roosevelt.
Embora as relações exteriores tenham dominado o terceiro e o quarto mandatos de Roosevelt, acontecimentos importantes também ocorreram no cenário interno. O reforço militar estimulou o crescimento econômico e o desemprego caiu vertiginosamente. Os Estados Unidos se destacaram na produção de guerra; em 1944, produziram mais aeronaves militares do que a produção combinada da Alemanha, Japão, Grã-Bretanha e União Soviética. Os Estados Unidos também estabeleceram o Projeto Manhattan para produzir as primeiras armas nucleares do mundo. Assim como no segundo mandato de Roosevelt, a coalizão conservadora impediu que Roosevelt aprovasse uma legislação nacional importante, embora tenha aumentado os impostos para ajudar a pagar a guerra. O Congresso também aprovou o GI Bill, que ofereceu vários benefícios aos veteranos da Segunda Guerra Mundial. Roosevelt evitou impor censura severa ou repressões severas à dissidência em tempos de guerra, mas seu governo realocou e internou mais de cem mil nipo-americanos. Roosevelt também proibiu a discriminação religiosa e racial na indústria de defesa e estabeleceu o Comitê de Práticas Justas de Emprego, o primeiro programa nacional criado para prevenir a discriminação no emprego. Acadêmicos, historiadores e o público geralmente classificam Roosevelt ao lado de Abraham Lincoln e George Washington como um dos três maiores presidentes dos EUA.

## Eleição de 1940

O presidente Roosevelt derrotou o republicano Wendell Willkie na eleição presidencial de 1940.

A tradição de dois mandatos era uma regra não escrita (até a ratificação da 22ª Emenda após a presidência de Roosevelt) desde que George Washington se recusou a concorrer a um terceiro mandato em 1796. Tanto Ulysses S. Grant quanto Theodore Roosevelt foram atacados por tentarem obter um terceiro mandato não consecutivo. Roosevelt sistematicamente prejudicou os democratas proeminentes que estavam a tentar obter a nomeação, incluindo o vice-presidente John Nance Garner  e dois membros do gabinete, o secretário de Estado Cordell Hull e o diretor-geral dos correios James Farley. Roosevelt mudou a convenção para Chicago, onde teve forte apoio da máquina municipal, que controlava o sistema de som do auditório. Na convenção, a oposição estava mal organizada, mas Farley lotou as galerias. Roosevelt enviou uma mensagem dizendo que não concorreria a menos que fosse convocado e que os delegados eram livres para votar em qualquer um. Os delegados ficaram atônitos; então o alto-falante gritou: "Queremos Roosevelt... O mundo quer Roosevelt!" Os delegados enlouqueceram e ele foi indicado por 946 a 147 no primeiro turno. A tática empregada por Roosevelt não foi totalmente bem-sucedida, pois seu objetivo era ser convocado por aclamação.  A pedido de Roosevelt, a convenção nomeou o Secretário de Agricultura Henry Wallace para vice-presidente. Os líderes do partido Democrata não gostavam de Wallace, um ex-republicano que apoiava fortemente o New Deal, mas não conseguiram impedir a sua nomeação. 
A Segunda Guerra Mundial abalou o campo republicano, possivelmente impedindo a nomeação de líderes isolacionistas no Congresso, como Taft ou Vandenberg. A Convenção Nacional Republicana de 1940 nomeou Wendell Willkie, que nunca havia ocupado um cargo público. Um conhecido advogado e executivo corporativo, Willkie ganhou destaque público por suas críticas ao New Deal e seus conflitos com a TVA. Ao contrário de seus rivais isolacionistas pela nomeação republicana, Willkie favoreceu a Grã-Bretanha na guerra e foi apoiado por republicanos internacionalistas como Henry Luce, editor de revistas influentes como a TIME. As visões internacionalistas de Willkie inicialmente impediram que disputas sobre política externa dominassem a campanha, ajudando a permitir o Acordo de Destruidores de Bases e o estabelecimento de um recrutamento para tempos de paz. 

FDR estava em clima de luta, quando gritou para uma plateia entusiasmada no Brooklyn:
Estou apenas a lutar por uma América livre – por um país em que todos os homens e mulheres tenham direitos iguais à liberdade e à justiça. Estou lutando contra o renascimento do governo por privilégio especial... Estou lutando, como sempre lutei, pelos direitos do pequeno homem e também do grande homem... Estou lutando para manter isso nação próspera e em paz. Estou a lutar para manter o nosso povo fora das guerras estrangeiras e para manter as concepções estrangeiras de governo fora dos nossos próprios Estados Unidos. Estou lutando por essas grandes e boas causas.
À medida que a campanha se aproximava do fim, Willkie alertou que a reeleição de Roosevelt levaria ao envio de soldados americanos para o exterior. Em resposta, Roosevelt prometeu que "os seus rapazes não serão enviados para nenhuma guerra estrangeira".  Roosevelt venceu as eleições de 1940 com 55% do voto popular e quase 85% do voto eleitoral (449 a 82).  Willkie venceu dez estados: estados fortemente republicanos de Vermont e Maine, e oito estados isolacionistas no Centro-Oeste.  Os democratas mantiveram as suas maiorias no Congresso, mas a coligação conservadora controlou em grande parte a legislação nacional e permaneceu "desconfiada das extensões presidenciais do poder executivo através de programas sociais". 

## Pessoal

### Poder executivo
A estratégia padrão de Roosevelt era dar a duas pessoas diferentes o mesmo papel, esperando que isso resultasse em controvérsia. Ele queria que os responsáveis das agências lhe trouxessem a controvérsia e que ele tomasse a decisão.  Roosevelt, em 21 de agosto de 1942, escreveu explicitamente a todos os seus chefes de departamento que os desacordos: "não devem ser divulgados publicamente, mas devem ser submetidos a mim pelos chefes apropriados das agências em conflito". Qualquer pessoa que fosse a público tinha que renunciar.  De longe, a controvérsia mais famosa ocorreu durante a guerra, quando o secretário de Comércio Jesse H. Jones e o vice-presidente Henry A. Wallace entraram em conflito público sobre quem compraria suprimentos de guerra na América Latina. O Congresso deu autoridade à Reconstruction Finance Corporation controlada por Jones; Roosevelt deu poder a Wallace, que imaginou criar uma espécie de pequeno New Deal para trabalhadores sul-americanos mal pagos. De acordo com James MacGregor Burns, Jones, um líder dos democratas conservadores do Sul, era "taciturno, astuto, prático, cauteloso". Wallace, profundamente desconfiado pelos líderes do partido Democrata, era o "herói dos Lib Labs, sonhador, utópico, até mesmo místico, mas com sua própria inclinação para a gestão e o poder. "Em 15 de julho de 1943, dias depois de terem levado a sua controvérsia privada ao Congresso e ao público, Roosevelt retirou-lhes ambos os papéis no assunto. 
À medida que a Segunda Guerra Mundial se aproximava, Roosevelt trouxe um novo grupo de líderes importantes, incluindo republicanos conservadores, para os principais cargos do Pentágono. Frank Knox, candidato republicano à vice-presidência em 1936, tornou-se Secretário da Marinha, enquanto o ex-Secretário de Estado Henry L. Stimson tornou-se Secretário da Guerra. Roosevelt começou a convocar um "gabinete de guerra" composto por Hull, Stimson, Knox, o Chefe de Operações Navais Harold Rainsford Stark e o Chefe do Estado-Maior do Exército George Marshall.  Em 1942, Roosevelt estabeleceu uma nova estrutura de comando militar com o Almirante Ernest J. King (sucessor de Stark) no controle total da Marinha e dos Fuzileiros Navais. Marshall estava no comando do Exército e nominalmente liderava a Força Aérea, que na prática era quase independente e era comandada pelo General Hap Arnold. Roosevelt formou um novo órgão, o Estado-Maior Conjunto, que tomava as decisões finais sobre a estratégia militar americana.  O Estado-Maior Conjunto era uma agência da Casa Branca e era presidido por seu velho amigo, o Almirante William D. Leahy. Os Chefes do Estado-Maior Conjunto trabalharam em estreita colaboração com os seus homólogos britânicos e formaram o Estado-Maior Combinado.   Ao contrário de Stalin, Churchill e Hitler, Roosevelt raramente ignorava seus conselheiros militares. Os seus nomeados civis trataram do recrutamento e da aquisição de homens e equipamento, mas nenhum civil – nem mesmo os secretários da Guerra ou da Marinha tinham voz na estratégia. Roosevelt evitou o Departamento de Estado e conduziu diplomacia de alto nível por meio de seus assessores, especialmente Harry Hopkins. Como Hopkins também controlava 40 mil milhões de dólares em fundos de Lend-Lease dados aos Aliados, eles prestaram-lhe atenção.  O secretário do Tesouro, Henry Morgenthau Jr., desempenhou um papel cada vez mais central na política externa, especialmente no que diz respeito à China. 

### Nomeações judiciais
Devido às aposentadorias do presidente do Supremo Tribunal Charles Evans Hughes e do juiz associado James Clark McReynolds, Roosevelt preencheu três vagas na Suprema Corte em 1941. Ele elevou Harlan F. Stone, um republicano nomeado para a Corte por Coolidge, a presidente do Supremo Tribunal e depois nomeou dois democratas. O senador James F. Byrnes, da Carolina do Sul, e o procurador-geral Robert H. Jackson tornaram-se juízes associados. A combinação do liberal Jackson, do centrista Stone e do conservador Byrnes ajudou a garantir a confirmação dos três juízes pelo Senado. Byrnes não gostava de servir na Corte e renunciou para assumir um cargo de destaque na administração Roosevelt em 1942.  Roosevelt nomeou Wiley Rutledge para substituí-lo na corte. Rutledge, um juiz de apelação federal liberal que serviria na Suprema Corte por apenas sete anos.  No final de 1941, Roosevelt nomeou Stone, Hugo Black, Stanley Forman Reed, Felix Frankfurter, William O. Douglas, Frank Murphy, Byrnes, Jackson e Rutledge, tornando Owen Roberts o único juiz da Suprema Corte que Roosevelt não nomeou para o Tribunal ou elevou a Chefe de Justiça.  Os nomeados por Roosevelt apoiaram as suas políticas,  mas muitas vezes discordaram em outras áreas, especialmente após a morte de Roosevelt. William O. Douglas e Black serviram até a década de 1970 e participaram ou escreveram muitas das principais decisões do Tribunal Warren, enquanto Jackson e Frankfurter defendiam a contenção judicial e a deferência aos funcionários eleitos.  

## Prelúdio à guerra: 1941

### Grã-Bretanha e Alemanha, 1941

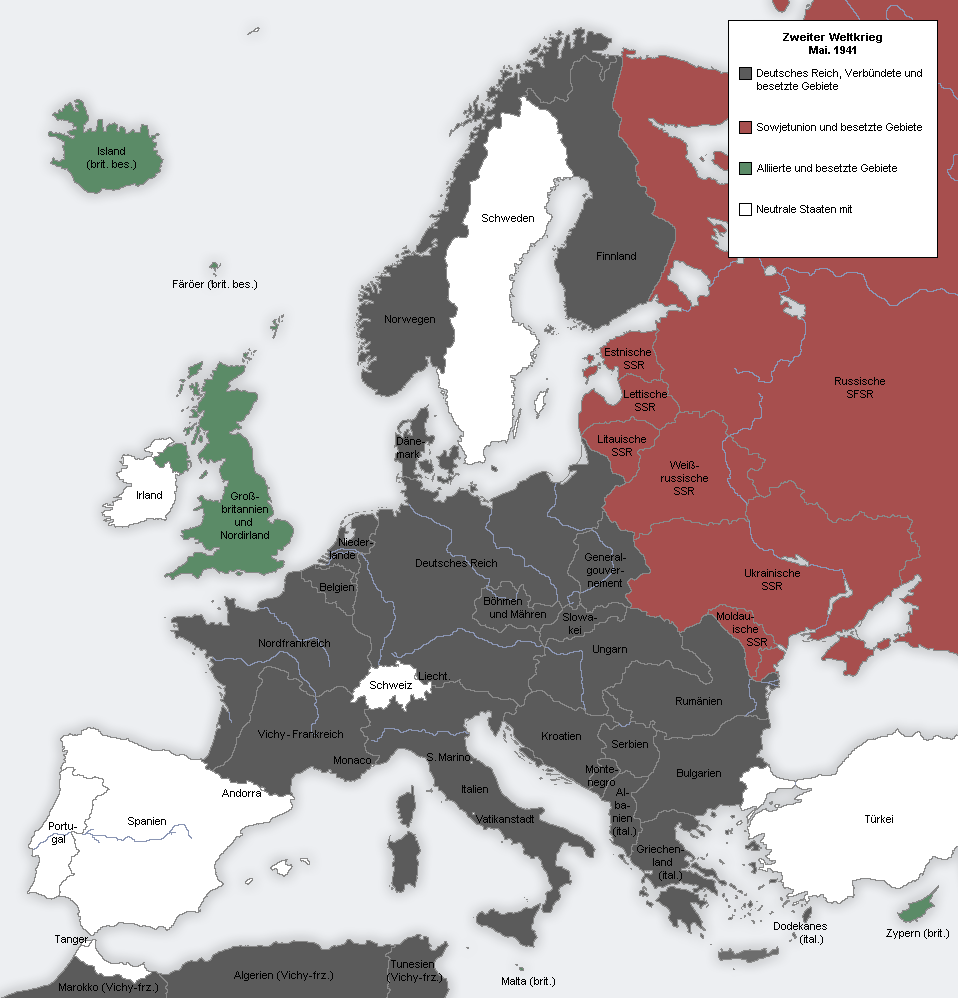
A disposição geopolítica da Europa em 1941. A área cinza representa a Alemanha nazista, seus aliados e países sob seu firme controle.

Após sua vitória na eleição de 1940, Roosevelt embarcou em uma campanha pública para obter apoio do Congresso para ajudar os britânicos. Em dezembro de 1940, Roosevelt recebeu um apelo de Churchill explicando que Londres não poderia financiar a disposição de “dinheiro e transporte” da Lei de Neutralidade. Com as forças britânicas profundamente empenhadas em combater a Alemanha, Churchill pediu a Washington que fornecesse empréstimos e transporte para produtos americanos.  Roosevelt concordou e fez um discurso no qual apelou aos Estados Unidos para servirem como o "Arsenal da Democracia", fornecendo ajuda aos que resistiam à Alemanha e a outros agressores.  Ele afirmou: "se a Grã-Bretanha cair, as Potências do Eixo controlarão os continentes da Europa, Ásia, África, Austrália e o alto mar - e estarão em posição de trazer enormes recursos militares e navais contra este hemisfério". 
No seu discurso sobre as Quatro Liberdades de janeiro de 1941, Roosevelt expôs o caso para uma defesa americana dos direitos básicos em todo o mundo.  No mesmo discurso, Roosevelt pediu ao Congresso que aprovasse um programa de empréstimo e arrendamento projetado para fornecer ajuda militar à Grã-Bretanha. A história de capa era que os suprimentos estavam apenas sendo emprestados e seriam devolvidos após a guerra.  Com o apoio de Willkie, o projeto de lei Lend-Lease foi aprovado por ampla maioria em ambas as casas do Congresso, com a maior parte da oposição vindo dos republicanos do Centro-Oeste. No entanto, os isolacionistas impediram os EUA de fornecer escoltas navais aos navios mercantes que se dirigiam à Grã-Bretanha. Roosevelt também solicitou, e o Congresso concedeu, um grande aumento nos gastos militares. Instalações militares, estaleiros e fábricas de munições foram construídos em todo o país (especialmente no Sul) e a taxa de desemprego caiu abaixo de dez por cento pela primeira vez em mais de uma década. Para supervisionar os esforços de mobilização, Roosevelt criou o Gabinete de Gestão da Produção, o Gabinete de Administração de Preços e Fornecimento Civil e o Conselho de Prioridades e Atribuições de Fornecimento. 
No final de 1940, o Almirante Stark enviou a Roosevelt o memorando Plan Dog, que estabelecia quatro possíveis planos de guerra estratégicos para lutar uma guerra prevista em duas frentes contra o Japão e a Alemanha. Das quatro estratégias, Stark defendeu o chamado "Plano Dog", que contemplava uma estratégia que priorizasse a Europa e evitasse conflitos com o Japão pelo maior tempo possível. Uma parte fundamental dessa estratégia era garantir que a Grã-Bretanha permanecesse na luta contra a Alemanha até que os Estados Unidos, potencialmente com a ajuda de outros países, pudessem lançar uma ofensiva terrestre na Europa. Roosevelt não se comprometeu publicamente com o Plano Dog, mas este motivou-o a iniciar conversações entre o pessoal militar americano e britânico, com o nome de código "ABC-1". No início de 1941, os planeadores militares americanos e britânicos concordaram em prosseguir conjuntamente uma estratégia de Europa em primeiro lugar.  Em julho de 1941, Roosevelt ordenou que o Secretário de Guerra Stimson começasse a planejar o envolvimento militar total dos Estados Unidos. O "Programa de Vitória" resultante forneceu as estimativas do exército sobre a mobilização de mão de obra, indústria e logística necessárias para derrotar a Alemanha e o Japão. O programa planeava aumentar drasticamente a ajuda às nações aliadas e preparar uma força de dez milhões de homens em armas, metade dos quais estariam prontos para serem destacados para o estrangeiro em 1943. 
Quando a Alemanha invadiu a União Soviética em junho de 1941, Roosevelt estendeu o Lend-Lease a Moscou. Assim, Roosevelt comprometeu a economia americana com a causa aliada com uma política de "toda a ajuda, exceto a guerra".  Alguns americanos estavam relutantes em ajudar a União Soviética, mas Roosevelt acreditava que os soviéticos seriam indispensáveis na derrota da Alemanha.  A execução da ajuda foi vítima da lentidão da administração, então FDR nome ou um assistente especial, Wayne Coy, para agilizar as coisas. O relacionamento com Moscou era informal — não havia tratado com a URSS. 

### Batalha do Atlântico, 1941
Em fevereiro de 1941, Hitler reorientou a guerra contra a Grã-Bretanha de ataques aéreos para operações navais, especificamente ataques de U-boats (submarinos alemães) contra comboios de alimentos e munições com destino à Grã-Bretanha. O Canadá e a Grã-Bretanha forneceram escoltas navais, mas Churchill precisava de mais e pediu a Roosevelt. Roosevelt disse que não, pois ainda estava relutante em desafiar o sentimento anti-guerra.  Em maio, submarinos alemães afundaram o SS Robin Moor, um cargueiro americano, mas Roosevelt decidiu não usar o incidente como pretexto para aumentar o papel da marinha no Atlântico.  Entretanto, a Alemanha celebrou vitórias contra a Jugoslávia, a Grécia, a Rússia e as forças britânicas no Mediterrâneo. 
Em agosto de 1941, Roosevelt e Churchill se encontraram secretamente em Argentia, Terra Nova. Esta reunião produziu a Carta do Atlântico, que delineou conceitualmente os objetivos globais para o tempo de guerra e para o pós-guerra.  Cada líder prometeu apoiar a democracia, a autodeterminação, o livre comércio e os princípios de não agressão.  Menos de um mês depois que Roosevelt e Churchill se encontraram em Argentia, um submarino alemão disparou contra o contratorpedeiro americano Greer, mas o torpedo errou. Em resposta, Roosevelt anunciou uma nova política na qual os EUA atacariam os submarinos alemães que entrassem nas zonas navais dos EUA.  Esta política de “atirar à vista” declarou efectivamente guerra naval à Alemanha e foi aprovada pelos americanos nas sondagens por uma margem de 2 para 1.  O governo Roosevelt também assumiu o controle da Groenlândia e da Islândia, que forneciam bases navais úteis no norte do Oceano Atlântico.
Buscando reforçar o poder dos EUA no Hemisfério Ocidental e eliminar a influência alemã, o governo Roosevelt aumentou o envolvimento militar, comercial e cultural com a América Latina. Nelson Rockefeller desempenhou um papel importante. O FBI treinou a polícia secreta de nações amigas. As vendas alemãs para as forças militares foram substituídas pela ajuda americana. Jornais e estações de rádio pró-alemães foram colocados na lista negra. A censura governamental foi encorajada, enquanto a América Latina foi coberta com propaganda pró-americana.  Hitler não respondeu agressivamente às ações dos EUA, pois queria evitar qualquer incidente que levasse os EUA à guerra antes da derrota da União Soviética. 
Em outubro de 1941, o USS Kearny, juntamente com outros navios de guerra, enfrentou vários submarinos ao sul da Islândia; o Kearny foi incendiado e perdeu onze tripulantes.  Após o ataque, o Congresso alterou a Lei de Neutralidade para permitir que navios dos EUA transportassem material para a Grã-Bretanha, revogando efetivamente a última disposição da política de pagamento em dinheiro.  No entanto, nem o incidente de Kearny nem o ataque ao USS Reuben James mudaram a opinião pública tanto quanto Roosevelt esperava.  

### Tensões com o Japão
Em 1940, o Japão havia conquistado grande parte da costa chinesa e os principais vales fluviais, mas não conseguiu derrotar nem o governo nacionalista de Chiang Kai-shek nem as forças comunistas de Mao Tsé-Tung. Embora o governo do Japão fosse nominalmente liderado pelo governo civil do Primeiro-Ministro Fumimaro Konoye, o Ministro da Guerra Hideki Tojo e outros líderes militares controlavam o governo japonês.  Tojo enviou seus militares para assumir o controle de colônias francesas pouco defendidas na Indochina, que forneciam recursos importantes e também um canal de suprimento para as forças chinesas. Quando o Japão ocupou o norte da Indochina Francesa no final de 1940, Roosevelt autorizou o aumento da ajuda à República da China, uma política que conquistou amplo apoio popular.  Ele também implementou um embargo parcial ao Japão, impedindo a exportação de ferro e aço. No ano seguinte, o governo Roosevelt debateu a imposição de um embargo ao petróleo, a principal exportação americana para o Japão. Embora alguns na administração quisessem fazer todo o possível para impedir a expansão japonesa, o Secretário de Estado Hull temia que o corte do comércio encorajasse os japoneses a satisfazer as suas necessidades de recursos naturais através da conquista das Índias Orientais Holandesas, da Malásia Britânica, da Birmânia Britânica ou das Filipinas Americanas. 
Com a atenção de Roosevelt voltada para a Europa, Hull assumiu a liderança na definição da política asiática e nas negociações com o Japão.  A partir de março de 1941, Hull e o embaixador japonês Kichisaburō Nomura tentaram chegar a um acordo entre seus respectivos governos. Como os EUA não estavam dispostos a aceitar a ocupação japonesa da China, e o Japão não estava disposto a se retirar daquele país, os dois lados não conseguiram chegar a um acordo. Depois que a Alemanha lançou sua invasão à União Soviética em junho de 1941, os japoneses se recusaram a atacar as forças soviéticas na Sibéria, encerrando um longo debate interno sobre o melhor alvo para a expansão japonesa. Em Julho, o Japão assumiu o controlo do sul da Indochina Francesa, o que proporcionou um potencial campo de concentração para um ataque à Birmânia e Malásia Britânicas e às Índias Orientais Holandesas.  Em resposta, os EUA cortaram a venda de petróleo ao Japão, que perdeu assim mais de 95 por cento do seu fornecimento de petróleo. 
Após o embargo americano, os planejadores japoneses estudaram como tomar as Índias Orientais Holandesas, que tinham um grande suprimento de petróleo. O sucesso exigiu a captura das Filipinas americanas e da base britânica em Singapura. Isso exigiu o afundamento da Frota do Pacífico dos Estados Unidos, que estava estacionada na base naval de Pearl Harbor, no Havaí. Os planejadores não viam a derrota total dos Estados Unidos como um resultado viável. Os líderes japoneses esperavam que uma vitória naval decisiva convenceria Washington a negociar um acordo. O primeiro-ministro Konoye tentou uma cúpula com Roosevelt para negociar um acordo, mas Roosevelt insistiu na retirada japonesa da China primeiro. Tojo sucedeu Konoye como primeiro-ministro em outubro de 1941, e os japoneses começaram os preparativos para um ataque às possessões americanas, britânicas e holandesas. Em novembro, Nomura fez uma oferta final, pedindo a reabertura do comércio e a aceitação da campanha japonesa na China em troca da promessa do Japão de não atacar o Sudeste Asiático. Em parte porque os EUA temiam que o Japão atacasse a União Soviética depois de conquistar a China, Roosevelt rejeitou a oferta e as negociações fracassaram em 26 de novembro. 

### Entrada na guerra
Na manhã de 7 de dezembro de 1941, os japoneses atacaram a base naval dos EUA em Pearl Harbor com um ataque surpresa, destruindo a principal frota de navios de guerra americanos e matando 2.403 militares e civis americanos.  Os principais estudiosos rejeitaram a tese da conspiração de que Roosevelt, ou qualquer outro alto funcionário do governo, sabia com antecedência sobre o ataque japonês a Pearl Harbor. Os japoneses mantiveram os seus segredos bem guardados e, embora os altos funcionários americanos estivessem cientes de que a guerra era iminente, não esperavam um ataque a Pearl Harbor.   

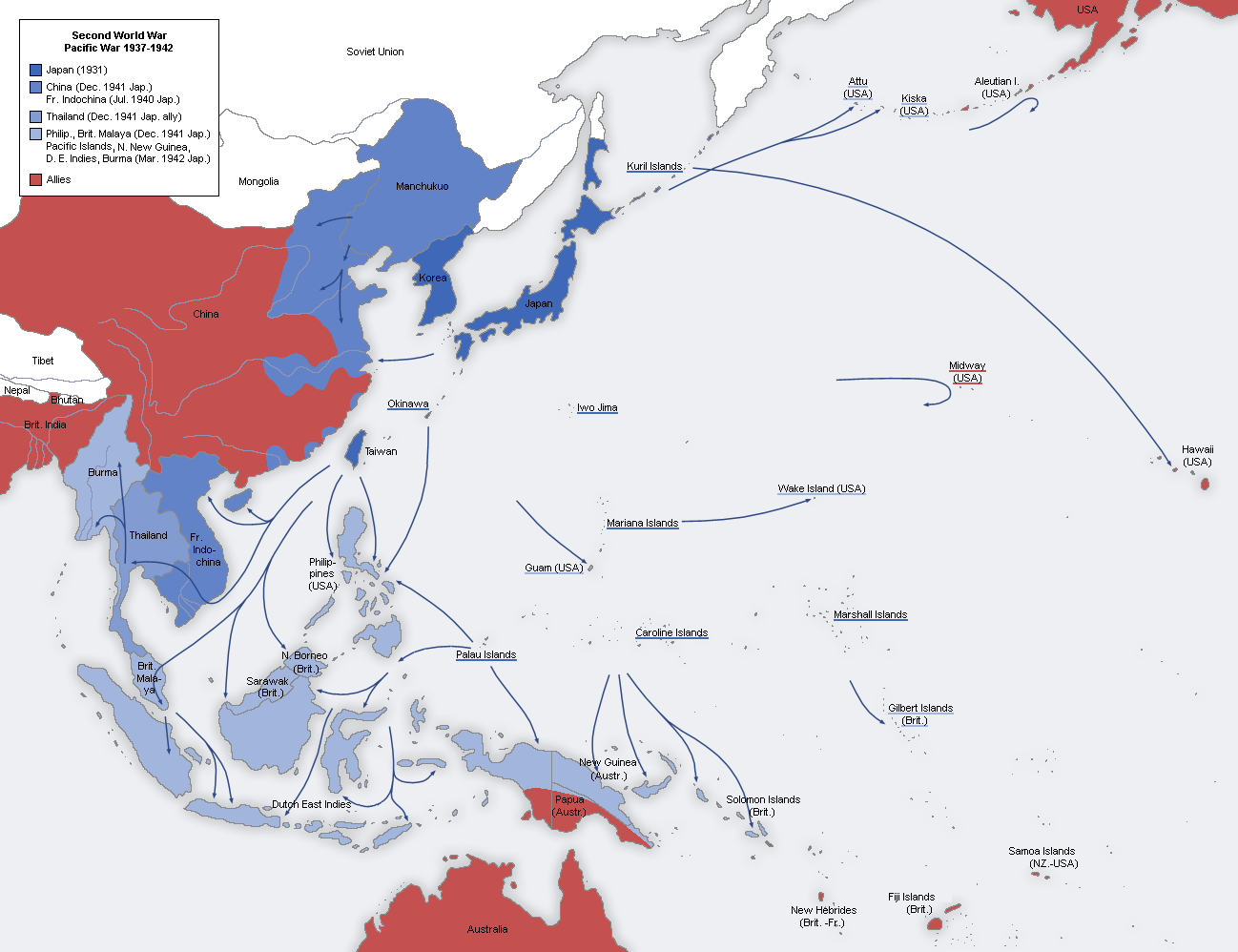
Mapa dos avanços militares japoneses, até meados de 1942

Depois de Pearl Harbor, o sentimento antiguerra nos Estados Unidos evaporou da noite para o dia. Pela primeira vez desde o início do século XIX, a política externa tornou-se a principal prioridade do público americano.  Roosevelt apelou à guerra no seu famoso "Discurso da Infâmia" ao Congresso, no qual disse: "Ontem, 7 de Dezembro de 1941 — uma data que permanecerá na infâmia — os Estados Unidos da América foram repentina e deliberadamente atacados pelas forças navais e aéreas do Império do Japão." Em 8 de dezembro, o Congresso votou quase unanimemente para declarar guerra ao Japão.  Em 11 de dezembro de 1941, a Alemanha declarou guerra aos Estados Unidos, que responderam na mesma moeda. 
Roosevelt retratou a guerra como uma cruzada contra as ditaduras agressivas que ameaçavam a paz e a democracia em todo o mundo.  Ele e seus conselheiros militares implementaram uma estratégia que prioriza a Europa com os objetivos de deter os avanços alemães na União Soviética e no Norte da África; lançar uma invasão à Europa Ocidental com o objetivo de esmagar a Alemanha nazista entre duas frentes; e salvar a China e derrotar o Japão. A opinião pública, no entanto, deu prioridade à destruição do Japão. Em qualquer caso, o Japão estava a atacar as Filipinas americanas e, portanto, na prática, o Pacífico tinha prioridade em 1942.  O Japão bombardeou bases aéreas americanas nas Filipinas poucas horas após o ataque a Pearl Harbor e destruiu a frota de B-17 estacionada no solo.  No final do mês, os japoneses invadiram as Filipinas. O general Douglas MacArthur liderou a resistência americana nas Filipinas até março de 1942, quando Roosevelt ordenou que ele fosse evacuado para a Austrália, que se tornou a base avançada americana.  As forças americanas nas Filipinas se renderam em maio de 1942, deixando o Japão com aproximadamente dez mil prisioneiros americanos. Enquanto subjugava as Filipinas, o Japão também conquistou a Malásia, Singapura, a Birmânia e as Índias Orientais Holandesas. 

No seu papel como líder dos Estados Unidos antes e durante a Segunda Guerra Mundial, Roosevelt tentou evitar repetir o que considerava os erros de Woodrow Wilson na Primeira Guerra Mundial.  Muitas vezes, tomava decisões exatamente opostas. Wilson pediu neutralidade em pensamento e ação, enquanto Roosevelt deixou claro que sua administração favorecia fortemente a Grã-Bretanha e a China. Diferentemente dos empréstimos da Primeira Guerra Mundial, os Estados Unidos fizeram grandes doações de ajuda militar e econômica aos Aliados por meio do Lend-Lease, com pouca expectativa de reembolso. Wilson não conseguiu expandir a produção de guerra antes da declaração de guerra; Roosevelt fez um esforço total em 1940. Wilson esperou a declaração para começar um rascunho; Roosevelt começou um em 1940. Wilson nunca fez dos Estados Unidos um aliado oficial, mas Roosevelt fez. Wilson nunca se encontrou com os principais líderes aliados, mas Roosevelt sim. Wilson proclamou uma política independente, como visto nos 14 Pontos, enquanto Roosevelt buscou uma política colaborativa com os Aliados. Em 1917, os Estados Unidos declararam guerra à Alemanha; em 1941, Roosevelt esperou até que o inimigo atacasse Pearl Harbor. Wilson se recusou a colaborar com os republicanos; Roosevelt nomeou importantes republicanos para chefiar o Departamento de Guerra e o Departamento da Marinha. Wilson deixou que o General George Pershing tomasse as principais decisões militares; Roosevelt tomou as principais decisões em sua guerra, incluindo a estratégia "Europa primeiro". Ele rejeitou a ideia de um armistício e exigiu rendição incondicional. Roosevelt mencionou frequentemente o seu papel como Secretário Adjunto da Marinha na administração Wilson, mas acrescentou que tinha lucrado mais com os erros de Wilson do que com os seus sucessos.     Robert E. Sherwood argumenta:
Roosevelt nunca poderia esquecer os erros de Wilson... não houve força motivadora em toda a política política de Roosevelt durante a guerra mais forte do que a determinação de evitar a repetição dos mesmos erros.

## Alianças, guerra econômica e outras questões de guerra

### Quatro Policiais
No final de Dezembro de 1941, Churchill e Roosevelt encontraram-se na Conferência de Arcádia, em Washington, que estabeleceu uma estratégia conjunta entre os EUA e a Grã-Bretanha.  Ambos concordaram com uma estratégia de Europa em primeiro lugar que priorizaria a derrota da Alemanha perante o Japão.  Com as forças britânicas concentradas na guerra na Europa, e com a União Soviética não em guerra com o Japão, os Estados Unidos assumiriam a liderança na Guerra do Pacífico, apesar do seu próprio foco na Alemanha.  Os EUA e a Grã-Bretanha criaram o Estado-Maior Combinado para coordenar a política militar e o Conselho de Atribuição de Munições Combinadas para coordenar a distribuição de suprimentos.  Também foi alcançado um acordo para estabelecer um comando centralizado no teatro do Pacífico, denominado ABDA, em homenagem às forças americanas, britânicas, holandesas e australianas no teatro.  Em 1º de janeiro de 1942, os Estados Unidos, a Grã-Bretanha, a China, a União Soviética e outros vinte e dois países emitiram a Declaração das Nações Unidas, na qual cada nação se comprometeu a derrotar as potências do Eixo. Esses países que se opunham ao Eixo seriam conhecidos como Potências Aliadas; às vezes eram chamados de "Nações Unidas" antes da ONU ser criada em 1945. 
Roosevelt cunhou o termo "Quatro Policiais" para se referir às "Quatro Grandes" potências Aliadas da Segunda Guerra Mundial: Estados Unidos, Reino Unido, União Soviética e China. Roosevelt, Churchill, o líder soviético Josef Stalin e o generalíssimo chinês Chiang Kai-shek cooperaram informalmente em um plano no qual tropas americanas e britânicas se concentraram no Ocidente, tropas soviéticas lutaram na frente oriental e tropas chinesas, britânicas e americanas lutaram na Ásia e no Pacífico. Os Aliados formularam a estratégia numa série de conferências de alto nível, bem como através de contactos através de canais diplomáticos e militares.  Roosevelt tinha uma relação próxima com Churchill, mas ele e os seus conselheiros rapidamente perderam o respeito pelo governo de Chiang, considerando-o irremediavelmente corrupto.  O general Joseph Stilwell, que foi designado para liderar as forças dos EUA no Teatro da China-Birmânia-Índia, chegou à conclusão de que Chiang estava mais preocupado em derrotar os comunistas de Mao do que em derrotar os japoneses.  Os líderes norte-americanos e soviéticos desconfiaram uns dos outros durante a guerra, e as relações sofreram ainda mais depois de 1943, quando ambos os lados apoiaram governos simpáticos nos territórios libertados. 

### Outros aliados

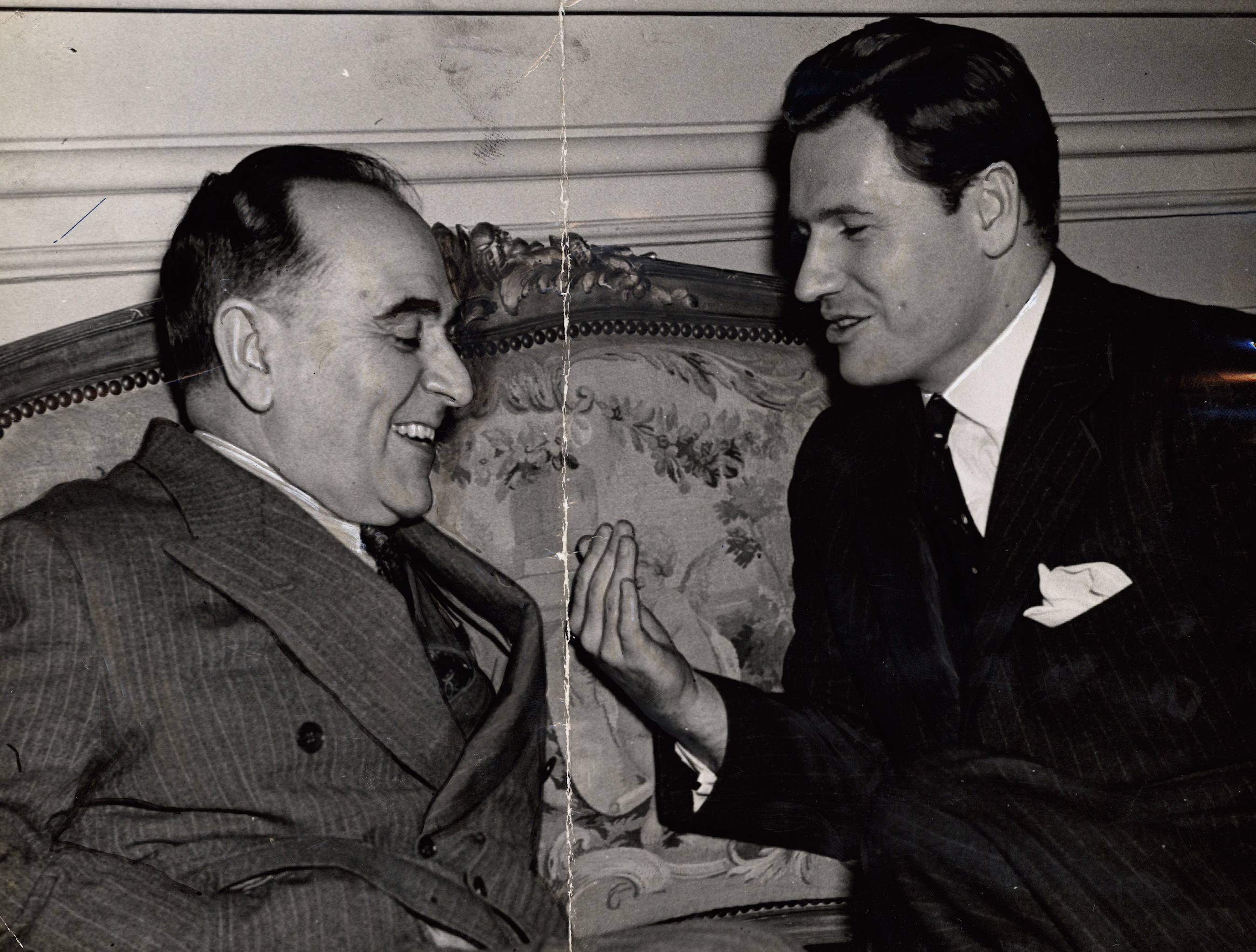
o presidente brasileiro Getúlio Vargas e Nelson Rockefeller, Coordenador de Assuntos Interamericanos, dos Estados Unidos, 1942

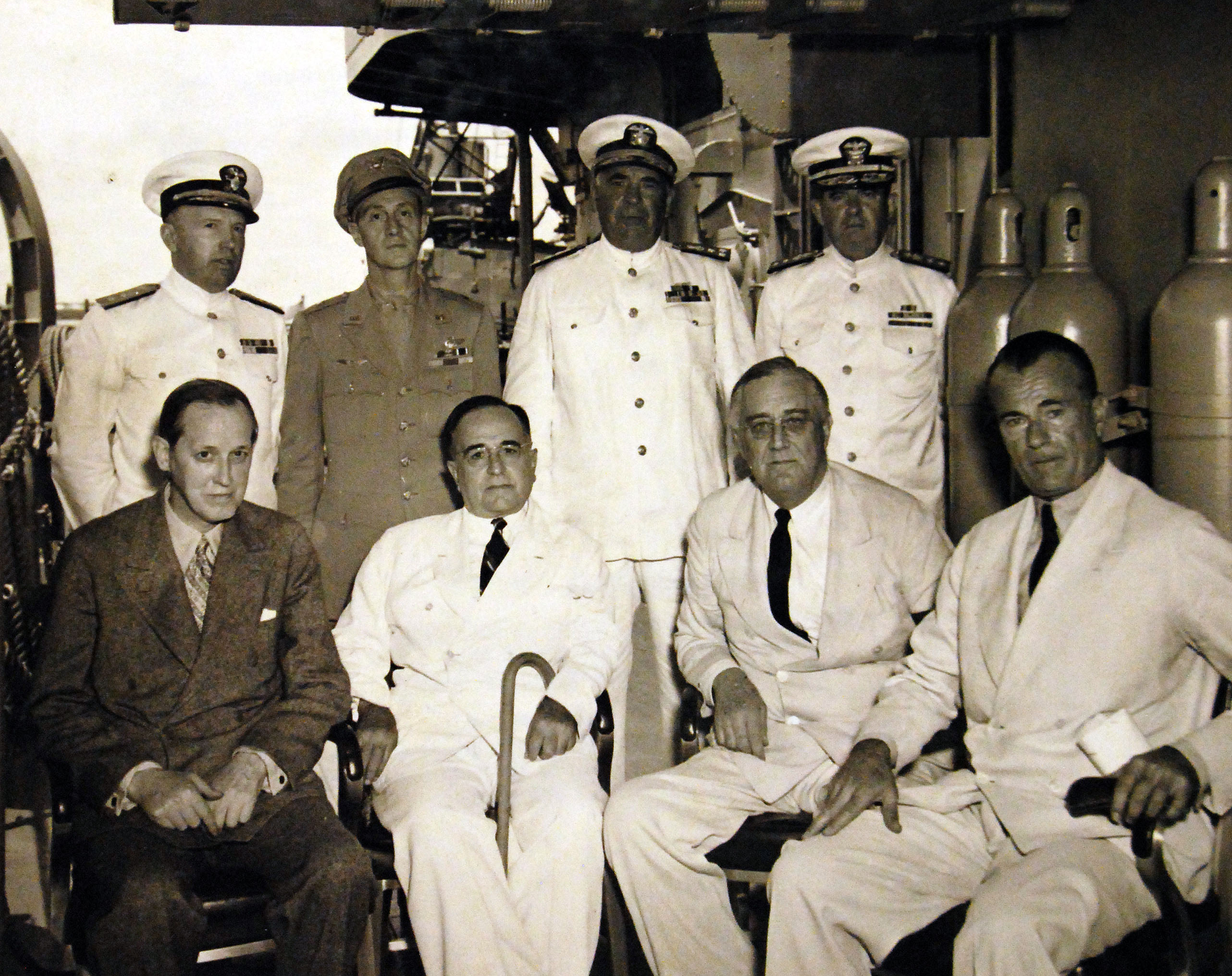
Presidente Vargas e Presidente Roosevelt no USS Humboldt após uma conferência, 28 de janeiro de 1943. Entre eles estão Jefferson Caffery, embaixador dos EUA no Brasil. Sentado à esquerda está Harry Hopkins.

No final da guerra, vários estados, incluindo toda a América Latina, juntaram-se aos Aliados.  A nomeação do jovem Nelson Rockefeller por Roosevelt para chefiar o novo e bem financiado Gabinete do Coordenador de Assuntos Interamericanos proporcionou uma liderança enérgica.  Sob a liderança de Rockefeller, os EUA gastaram milhões em transmissões de rádio, filmes e outras propagandas antifascistas. As técnicas de publicidade americanas geraram uma resistência especialmente no México, onde os habitantes locais bem informados resistiram à forte influência americana.  No entanto, o México foi um aliado valioso na guerra. Foi alcançado um acordo pelo qual 250.000 cidadãos mexicanos que viviam nos Estados Unidos serviram nas forças americanas; mais de 1.000 foram mortos em combate.  Além da propaganda, grandes somas foram alocadas para apoio econômico e desenvolvimento. No geral, a política de Roosevelt na América Latina foi um sucesso político, exceto na Argentina, que tolerou a influência alemã e se recusou a seguir a liderança de Washington até que a guerra estivesse praticamente terminada.   Fora da América Latina, os EUA prestaram especial atenção aos seus aliados ricos em petróleo no Médio Oriente, marcando o início de um envolvimento americano sustentado na região. 

### Lend-Lease e guerra econômica
O principal papel americano na guerra, além da missão militar em si, foi financiar a guerra e fornecer grandes quantidades de munições e bens civis. O Lend-Lease, aprovado pelo Congresso em 1941, foi uma declaração de guerra económica, e essa guerra económica continuou após o ataque a Pearl Harbor.  Roosevelt acreditava que o financiamento da Primeira Guerra Mundial por meio de empréstimos aos Aliados, com a exigência de pagamento após a guerra, havia sido um erro. Ele criou o sistema Lend-Lease como um programa de guerra, financiado pelo orçamento militar; assim que a guerra com o Japão terminou, ela foi encerrada.  O presidente escolheu a liderança — Hopkins e Edward Stettinius Jr. desempenharam papéis importantes — e exerceu supervisão e controlo rigorosos.  Um problema que atormentou o programa em 1942 foi o fornecimento estritamente limitado de munições que teve que ser dividido entre as forças Lend-Lease e americanas. Roosevelt insistiu com os militares que a Rússia deveria receber todos os suprimentos que ele havia prometido.  A ajuda do tipo Lend-Lease à União Soviética diminuiu um pouco em meados de 1942, depois de os Estados Unidos terem começado a preparar operações militares no Norte de África. 

Os EUA gastaram cerca de US$ 40 bilhões em ajuda do programa Lend-Lease ao Império Britânico, à União Soviética, à França, à China e a alguns países menores. Isso representou cerca de 11% do custo da guerra para os EUA. Recebeu de volta cerca de 7,8 mil milhões de dólares em bens e serviços fornecidos pelos destinatários aos Estados Unidos, especialmente o custo da alimentação e da renda das instalações americanas no estrangeiro.  A Grã-Bretanha recebeu 30 mil milhões de dólares, a Rússia recebeu 10,7 mil milhões de dólares e todos os outros países 2,9 mil milhões de dólares.  Quando surgiu a questão do pagamento, Roosevelt insistiu que os Estados Unidos não queriam um problema de dívida pós-guerra do tipo que havia perturbado as relações após a Primeira Guerra Mundial. Os beneficiários forneceram bases e suprimentos às forças americanas em seu próprio território; isso foi conhecido informalmente como "Reverse Lend-Lease", e o total combinado dessa ajuda chegou a aproximadamente US$ 7,8 bilhões no geral.  No final, nenhuma das Potências Aliadas pagou pelos bens recebidos durante a guerra, embora tenham pago pelos bens em trânsito que foram recebidos após o término do programa. Roosevelt disse ao Congresso em junho de 1942: 
Os custos reais da guerra não podem ser medidos, nem comparados, nem pagos em dinheiro. Eles devem e estão sendo enfrentados com sangue e trabalho... Se cada país dedicar aproximadamente a mesma fração de sua produção nacional à guerra, então o fardo financeiro da guerra será distribuído igualmente entre as Nações Unidas, de acordo com sua capacidade de pagar. 
Uma questão importante na guerra econômica era o transporte de suprimentos. Depois que a Alemanha declarou guerra aos Estados Unidos, Hitler removeu todas as restrições à frota de submarinos alemã. Os submarinos alemães devastaram os navios aliados no Atlântico, com muitos dos ataques a ocorrerem a dez milhas da costa leste dos Estados Unidos no início de 1942.  A Marinha dos EUA enfrentou dificuldades em proteger simultaneamente a navegação no Atlântico e ao mesmo tempo prosseguir a guerra contra o Japão, e mais de um milhão de toneladas de navegação aliada foram perdidas em 1942.  A quebra do código Enigma alemão, juntamente com a construção e implantação de escoltas navais e aeronaves de patrulha marítima americanas, ajudaram a dar às Potências Aliadas a vantagem na Batalha do Atlântico depois de 1942. Depois de os Aliados terem afundado dezenas de submarinos no início de 1943, a maioria dos submarinos alemães foi retirada do Atlântico Norte. 
Os Estados Unidos iniciaram uma campanha de bombardeio estratégico contra as forças do Eixo na Europa em meados de 1942. Os ataques inicialmente tiveram como alvo locais na França, Bélgica e Holanda; os bombardeiros dos EUA lançaram seu primeiro ataque contra um alvo na Alemanha em janeiro de 1943.  Na tentativa de destruir a capacidade industrial da Alemanha, os bombardeiros aliados atingiram alvos como refinarias de petróleo e fábricas de rolamentos. Depois de sofrer pesadas perdas na Operação Tidal Wave e no Segundo Ataque a Schweinfurt, os EUA reduziram significativamente o bombardeio estratégico da Alemanha.  O general Carl Andrew Spaatz redirecionou os esforços de bombardeio estratégico dos EUA para se concentrarem nas instalações de produção de aeronaves alemãs, e os Aliados desfrutaram de superioridade aérea na Europa depois de fevereiro de 1944.  O bombardeamento estratégico aliado intensificou-se no final de 1944, com ênfase na infraestrutura de transportes e nos recursos petrolíferos da Alemanha.  Com o objetivo de forçar uma rápida rendição alemã, em 1945 os Aliados lançaram ataques a Berlim e Dresden que mataram dezenas de milhares de civis. 

### Reação ao Holocausto
Após a Kristallnacht em 1938, Roosevelt ajudou a acelerar a imigração judaica da Alemanha e permitiu que cidadãos austríacos e alemães que já estavam nos Estados Unidos permanecessem indefinidamente. Ele foi impedido de aceitar mais imigrantes judeus pela prevalência do nativismo e do antissemitismo entre eleitores e membros do Congresso, pela resistência da comunidade judaica americana à aceitação de imigrantes judeus do Leste Europeu e pela restritiva Lei de Imigração de 1924.  A Lei de Imigração de 1924 permitiu apenas 150.000 imigrantes nos Estados Unidos por ano e estabeleceu quotas firmes para cada país, e no meio da Grande Depressão houve pouco apoio popular para revisões da lei que teriam permitido uma política de imigração mais liberal.  Roosevelt levou a sua autoridade executiva aos limites sempre que possível, o que permitiu que vários judeus austríacos e alemães, incluindo Albert Einstein, escapassem da Europa ou permanecessem nos Estados Unidos após o fim do seu visto. 
Hitler decidiu implementar a "Solução Final" — o extermínio da população judaica europeia — em janeiro de 1942, e autoridades americanas souberam da escala da campanha de extermínio nazista nos meses seguintes. Contra as objeções do Departamento de Estado, Roosevelt convenceu os outros líderes aliados a emitirem conjuntamente a Declaração Conjunta dos Membros das Nações Unidas, que condenava o Holocausto em curso e prometia julgar seus perpetradores como criminosos de guerra. Em janeiro de 1944, Roosevelt criou o Conselho de Refugiados de Guerra para ajudar judeus e outras vítimas das atrocidades do Eixo. Além dessas ações, Roosevelt acreditava que a melhor maneira de ajudar as populações perseguidas da Europa era acabar com a guerra o mais rápido possível. Os principais líderes militares e os líderes do Departamento de Guerra rejeitaram qualquer campanha para bombardear os campos de extermínio ou as linhas ferroviárias que levavam aos campos, temendo que isso fosse um desvio do esforço de guerra. Segundo o biógrafo Jean Edward Smith, não há evidências de que alguém tenha proposto tal campanha ao próprio Roosevelt. 

## Frente interna

### Relações com o Congresso
Até Pearl Harbor, o Congresso desempenhou um papel muito ativo na política externa e militar, lidando com leis de neutralidade, recrutamento e Lend Lease. Assim como o público em geral, o sentimento do Congresso era muito hostil em relação à Alemanha e ao Japão, favorável à China e um pouco menos favorável à Grã-Bretanha. Congressistas com fortes eleitores alemães, católicos irlandeses ou escandinavos geralmente apoiavam políticas isolacionistas. Depois de Pearl Harbor, o isolacionismo desapareceu do Congresso e não foi um fator nas eleições de 1942 ou 1944. Alguns dos principais isolacionistas republicanos, nomeadamente o senador Arthur Vandenberg do Michigan, o senador Warren Austin de Vermont e o congressista Everett Dirksen de Illinois, tornaram-se importantes internacionalistas.   O senador republicano Robert A. Taft permaneceu em silêncio sobre questões estrangeiras e de defesa, enquanto muitos dos isolacionistas enérgicos da década de 1930, incluindo Hiram Johnson e William Borah, estavam com problemas de saúde ou tinham visto sua influência declinar. Durante a guerra, não houve briefings secretos, e os membros do Congresso muitas vezes não estavam mais bem informados do que o leitor médio de jornais. Os congressistas prestaram atenção às instalações militares no seu distrito, mas raramente levantaram questões de âmbito militar ou diplomático mais amplo, com a exceção parcial dos planos do pós-guerra.  O Congresso também criou o Comitê Truman, que investigou os lucros de guerra e outros defeitos na produção bélica.  Os debates sobre política interna foram tão acalorados como sempre, e os grandes ganhos republicanos no Congresso em 1938 e 1942 deram à Coligação Conservadora a voz dominante na maioria das questões internas.  

### Legislação nacional
A frente interna estava sujeita a mudanças sociais dinâmicas durante a guerra, embora as questões domésticas não fossem mais a preocupação política mais urgente de Roosevelt. O reforço militar estimulou o crescimento econômico. O desemprego caiu pela metade, de 7,7 milhões no início de 1940 para 3,4 milhões no final de 1941, e caiu pela metade novamente para 1,5 milhão no final de 1942, de uma força de trabalho de 54 milhões. [a] Para pagar o aumento dos gastos do governo, em 1941 Roosevelt propôs que o Congresso promulgasse uma taxa de imposto de renda de 99,5% sobre todas as rendas acima de US$ 100.000; quando a proposta falhou, ele emitiu uma ordem executiva impondo um imposto de renda de 100% sobre rendas acima de US$ 25.000, que o Congresso revogou. A Lei da Receita de 1942 instituiu taxas máximas de imposto de até 94% (após contabilizar o imposto sobre lucros excedentes) e instituiu o primeiro imposto federal retido na fonte. Também aumentou substancialmente a base tributária; apenas quatro milhões de americanos pagavam impostos federais sobre o rendimento antes da guerra, enquanto no final da guerra mais de 40 milhões de americanos pagavam impostos federais sobre o rendimento.   Em 1944, Roosevelt solicitou que o Congresso promulgasse uma legislação que tributaria todos os lucros "irracionais", tanto corporativos quanto individuais, e assim apoiaria sua necessidade declarada de mais de US$ 10 bilhões em receitas para a guerra e outras medidas governamentais. O Congresso anulou o veto de Roosevelt para aprovar um projeto de lei de menor valor arrecadando US$ 2 bilhões.  O Congresso também aboliu várias agências do New Deal, incluindo a CCC e a WPA. 
O Discurso do Estado da União de Roosevelt em 1944 defendeu um conjunto de direitos económicos básicos que Roosevelt apelidou de Segunda Declaração de Direitos.  Na proposta doméstica mais ambiciosa da época, grupos de veteranos liderados pela Legião Americana garantiram o G.I. Bill, que criou um enorme programa de benefícios para quase todos os homens e mulheres que serviram. Roosevelt queria um projeto de lei mais restrito, focado mais nos pobres, mas foi superado por aqueles à sua direita e à sua esquerda que, cada um por suas próprias razões, favoreciam uma abordagem geral. Uma cobertura abrangente, independentemente de renda ou experiência de combate, evitaria as disputas prolongadas nas décadas de 1920 e 1930 sobre a ajuda aos veteranos. Os benefícios incluíam um ano de subsídio de desemprego de 20 dólares por semana, propinas e despesas de subsistência para frequentar o ensino secundário ou a faculdade, e empréstimos de baixo custo para comprar uma casa, uma quinta ou um negócio.  Dos quinze milhões de americanos que serviram na Segunda Guerra Mundial, mais de metade beneficiaria das oportunidades educacionais previstas no G.I. Bill. 

### Produção de guerra
Para coordenar a produção de guerra e outros aspectos da frente interna, Roosevelt criou a Administração de Navegação de Guerra, o Gabinete de Administração de Preços, o Conselho de Guerra Económica e o Conselho de Trabalho de Guerra .  O governo dos EUA geralmente dependia de contratos voluntários para mobilizar a produção de materiais de guerra, mas em casos raros o governo Roosevelt assumiu temporariamente o controle das instalações industriais. O Congresso também criou incentivos fiscais destinados a encorajar a mudança para a produção militar, enquanto a Reconstruction Finance Corporation continuou a oferecer empréstimos para ajudar a expandir a capacidade industrial. Apesar dos esforços feitos pelo Congresso para encorajar a contratação de empresas menores, a maioria dos contratos militares foi para as maiores corporações dos Estados Unidos.  A produção de guerra aumentou drasticamente após o ataque a Pearl Harbor, mas essa produção ficou aquém das metas estabelecidas pelo presidente, devido em parte à escassez de mão de obra.  O esforço também foi dificultado por numerosas greves, especialmente entre trabalhadores sindicalizados nas indústrias de mineração de carvão e ferroviária, que duraram até 1944.   A mobilização também foi afectada pelo serviço militar de mais de 16 milhões de indivíduos durante a guerra; aproximadamente uma em cada cinco famílias teve pelo menos um indivíduo a servir durante a guerra. 
Apesar de vários desafios, entre 1941 e 1945, os Estados Unidos produziram 2,4 milhões de caminhões, 300.000 aeronaves militares, 88.400 tanques e 40 bilhões de cartuchos de munição. A capacidade de produção dos Estados Unidos superou a de outros países; por exemplo, em 1944, os Estados Unidos produziram mais aeronaves militares do que a produção combinada da Alemanha, Japão, Grã-Bretanha e União Soviética.  Os Estados Unidos sofreram com a inflação durante a guerra, e a administração instituiu controlos de preços e salários.  Em 1943, Roosevelt criou o Escritório de Mobilização de Guerra (OWM) para supervisionar a produção de guerra. A OWM era liderada por James F. Byrnes, que ficou conhecido como o "presidente assistente" devido à sua influência.  Como a inflação continuou a representar um grande desafio, a administração expandiu um programa de racionamento que abrangeu um número crescente de bens de consumo. 

### Bomba atômica
Em agosto de 1939, os físicos Leó Szilárd e Albert Einstein enviaram a carta Einstein-Szilárd a Roosevelt, alertando sobre a possibilidade de um projeto alemão para desenvolver uma bomba atômica (agora chamada de "arma nuclear").  A ideia de a Alemanha ser a primeira a construir uma bomba era aterrorizante. Roosevelt autorizou pesquisas preliminares. [b] Depois de Pearl Harbor, alguns líderes importantes do Congresso deram secretamente à administração o dinheiro necessário. O general Leslie Groves, o engenheiro do Exército que construiu o Pentágono, assumiu o comando do Projeto Manhattan . Roosevelt e Churchill concordaram em prosseguir conjuntamente o projecto com o Acordo de Quebec permitindo aos cientistas americanos cooperar com os seus homólogos britânicos, incluindo pelo menos um espião que forneceu a Moscovo os detalhes ultrassecretos.  O Projeto Manhattan custou mais de 2 mil milhões de dólares, empregou 150 000 pessoas e exigiu a construção de enormes instalações em Oak Ridge, Los Alamos e outras partes do país. 

### Afro-americanos durante a guerra
Em 1941, A. Philip Randolph e outros líderes afro-americanos planejaram uma marcha sobre Washington para protestar contra a segregação nas forças armadas e na indústria de defesa.  Em resposta, Roosevelt emitiu a Ordem Executiva 8802, que proibia a discriminação racial e religiosa no emprego entre contratados de defesa. Randolph então cancelou a marcha sobre Washington.  Roosevelt também criou o Comitê de Práticas Justas de Emprego (FEPC) para fazer cumprir a Ordem Executiva 8802. O FEPC foi o primeiro programa nacional dirigido contra a discriminação no emprego e desempenhou um papel importante na abertura de novas oportunidades de emprego para trabalhadores não brancos.  Durante a guerra, o número de afro-americanos empregados na indústria de defesa aumentou drasticamente, principalmente fora do Sul. Da mesma forma, houve um rápido crescimento no número de afro-americanos empregados pelo governo federal em funções segregadas. Muitos afro-americanos foram convocados para o Exército. As unidades militares permaneceram segregadas e a maioria dos negros foi designada para funções não relacionadas com o combate.  A NAACP cresceu dramaticamente durante a guerra, impulsionada em parte pelo papel de Randolph em convencer Roosevelt a emitir a Ordem Executiva 8802.  A guerra também viu a aceleração da Grande Migração, à medida que os afro-americanos se mudavam das áreas rurais do Sul para centros industriais fora do Sul.  Roosevelt encorajou os empregadores a contratar afro-americanos, bem como mulheres e trabalhadores étnicos, para atender às necessidades da escassez de mão de obra em tempos de guerra. 

### Liberdades civis

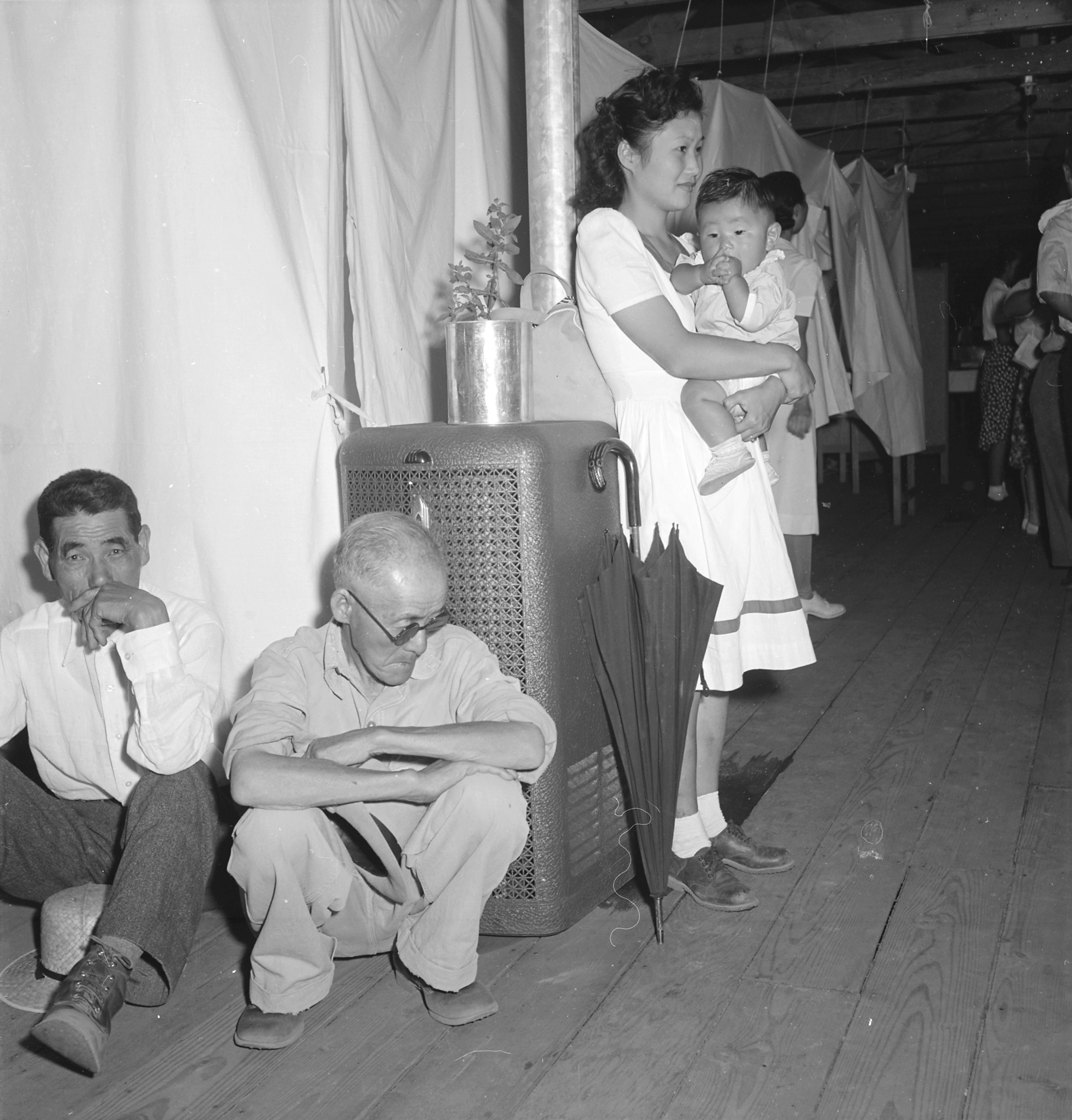
Um alojamento típico no campo de internamento de Manzanar para japoneses realojados.

Roosevelt cultivou um relacionamento amigável com a imprensa nacional durante sua presidência, e suas boas relações com a imprensa ajudaram a garantir uma cobertura favorável de suas políticas de guerra sem recorrer à censura pesada. Durante a Primeira Guerra Mundial, os EUA aprovaram leis como a Lei de Sedição de 1918 para reprimir a dissidência, mas Roosevelt evitou medidas tão duras. Ele ordenou ao diretor do FBI, J. Edgar Hoover, que aumentasse as investigações sobre dissidentes e assinou a Lei Smith, que tornou crime defender a derrubada do governo federal.  Os julgamentos contra porta-vozes anti-guerra da extrema-esquerda e da extrema-direita fracassaram. 
O ataque a Pearl Harbor levantou preocupações no público quanto à possibilidade de sabotagem por parte dos nipo-americanos. Esta suspeita foi alimentada pelo racismo de longa data contra os imigrantes japoneses, bem como pelas conclusões da Comissão Roberts, que concluiu que o ataque a Pearl Harbor tinha sido auxiliado por espiões japoneses.  O tamanho da população japonesa no Havaí impediu o internamento em massa naquele território, mas houve forte apoio popular para a remoção dos japoneses da Costa Oeste.  Em fevereiro de 1942, o presidente Roosevelt assinou a Ordem Executiva 9066, que previa a realocação de centenas de milhares de cidadãos nipo-americanos e imigrantes da Costa Oeste.  Eles foram forçados a liquidar suas propriedades e negócios e internados em campos construídos às pressas em locais inóspitos e no interior. Distraído por outras questões, Roosevelt delegou a decisão de internamento ao Secretário de Guerra Stimson, que por sua vez confiou no julgamento do Secretário Assistente de Guerra John J. McCloy . O Supremo Tribunal confirmou a constitucionalidade da ordem executiva no caso de 1944 de Korematsu v. Estados Unidos.  A ordem de internamento foi revogada logo após a decisão de Korematsu, e os nipo-americanos foram autorizados a retornar à Costa Oeste.  Muitos cidadãos alemães e italianos também foram presos ou colocados em campos de internamento. 

## Curso da guerra

As duas alianças da Segunda Guerra Mundial, com as Potências do Eixo em azul e as Potências Aliadas em verde

### Teatro mediterrânico e europeu
Os soviéticos instaram a uma invasão anglo-americana da França ocupada pelos alemães, a fim de desviar as tropas da frente oriental.  Churchill, em particular, mostrou-se relutante em enviar tropas para a Europa em 1942 e era fortemente favorável ao lançamento de uma campanha destinada a expulsar as Potências do Eixo do Norte de África e a consolidar o poder Aliado no Mediterrâneo.  O General Marshall e o Almirante King se opuseram à decisão de priorizar o Norte da África, que eles viam como relativamente sem importância para a guerra como um todo. Roosevelt ignorou as suas objecções, pois queria que os EUA comprometessem forças terrestres no teatro europeu, em 1942, e com a cooperação britânica. 
Os Aliados invadiram o Norte de África Francês em Novembro de 1942, garantindo a rápida rendição das forças locais francesas de Vichy.  A rendição foi organizada por meio de um acordo entre o general Dwight D. Eisenhower, o comandante supremo da invasão aliada do norte da África, e o almirante de Vichy François Darlan. A cooperação com Darlan permitiu que os Aliados rapidamente ganhassem o controle de grande parte do Norte da África, mas também alienou o líder da França Livre, Charles de Gaulle, e outros oponentes do regime de Vichy. Darlan foi assassinado em dezembro de 1942, enquanto a França de Vichy rompia relações com os Estados Unidos e solicitava que as forças alemãs impedissem os Aliados de ganhar o controle da Tunísia Francesa. A experiência com de Gaulle, Darlan e outro líder francês, Henri Giraud, convenceu Roosevelt da necessidade de evitar associar-se intimamente a qualquer facção francesa durante o resto da guerra.  Na Campanha da Tunísia, Eisenhower inicialmente enfrentou grandes dificuldades para liderar sua força inexperiente ao sucesso, mas as forças aliadas acabaram ganhando vantagem. 250.000 soldados do Eixo renderam-se em maio de 1943, pondo fim à Campanha do Norte de África. 
Na Conferência de Casablanca de janeiro de 1943, os EUA e a Grã-Bretanha concordaram em derrotar as forças do Eixo no Norte da África e então lançar uma invasão da Sicília após a campanha do Norte da África, com um ataque à França em 1944. Na conferência, Roosevelt também anunciou que só aceitaria a rendição incondicional da Alemanha, do Japão e da Itália.  A exigência de rendição incondicional foi calculada para tranquilizar os soviéticos, que ainda insistiam num ataque imediato à França ocupada pelos alemães, de que os Estados Unidos não procurariam uma paz negociada com a Alemanha.  Em fevereiro de 1943, a União Soviética mudou o rumo da frente oriental ao obter uma vitória decisiva na Batalha de Stalingrado. Os Aliados lançaram uma invasão da Sicília em julho de 1943, capturando a ilha no final do mês seguinte.  Durante a campanha na Sicília, o rei Vítor Emanuel III da Itália prendeu Mussolini e o substituiu por Pietro Badoglio, que secretamente negociou uma rendição com os Aliados. Apesar da sua insistência anterior na rendição incondicional, Roosevelt aceitou os termos do armistício que permitiram a Badoglio permanecer no poder.  A Alemanha rapidamente restaurou Mussolini ao poder e criou um estado fantoche no norte da Itália.  A invasão aliada da Itália continental começou em setembro de 1943, mas a campanha italiana avançou lentamente até 1945.  Roosevelt consentiu na campanha apenas com a condição de que os britânicos se comprometessem a invadir a França em meados de 1944, e as potências aliadas começaram a reunir uma força para essa operação, desviando soldados da Campanha Italiana. 
Para comandar a invasão da França, Roosevelt passou por cima de Marshall e a favor do general Eisenhower.  Roosevelt queria originalmente nomear Marshall para o comando, mas os principais líderes militares argumentaram que Marshall era indispensável em seu papel em Washington.  Enquanto reuniam forças na Grã-Bretanha, as Potências Aliadas envolveram-se na Operação Bodyguard, uma campanha elaborada concebida para mascarar onde os Aliados desembarcariam no Noroeste da Europa.  Eisenhower lançou a Operação Overlord, um desembarque na região da Normandia, no norte da França, em 6 de junho de 1944. Apoiados por 12.000 aeronaves que forneciam controlo total do ar e pela maior força naval alguma vez reunida, os Aliados estabeleceram com sucesso uma cabeça de praia na Normandia e depois avançaram mais para dentro de França.  Embora relutante em apoiar um governo não eleito, Roosevelt reconheceu o Governo Provisório da República Francesa de Charles de Gaulle como o governo de facto da França em julho de 1944. 
Após a Batalha do Bolsão de Falaise, os Aliados empurraram as forças do Eixo de volta para a Alemanha, capturando Paris em agosto de 1944. No mesmo mês, os Aliados lançaram a Operação Dragão, uma invasão do sul da França.  Enfrentando problemas logísticos, as forças aliadas tentaram proteger o porto belga de Antuérpia antes de avançar para a região do Ruhr, na Alemanha, mas o fracasso da Operação Market Garden atrasou a invasão aliada da Alemanha.  No final de 1944, Hitler começou a reunir forças para uma grande ofensiva projetada para convencer os Estados Unidos e a Grã-Bretanha a buscar uma paz negociada. Um ataque surpresa alemão em dezembro de 1944 marcou o início da Batalha das Ardenas, mas os Aliados conseguiram repelir o ataque nas semanas seguintes.  Os Aliados avançaram através do Rio Reno em Março de 1945 e tomaram o controlo do Ruhr e do Sarre, outra região industrial importante.  Em Abril de 1945, a resistência nazi estava a desmoronar-se perante os avanços dos Aliados Ocidentais e da União Soviética. 

### Teatro do Pacífico
Depois de invadir o Sudeste Asiático marítimo nos meses seguintes a Pearl Harbor, o Japão procurou expandir ainda mais seu território, assumindo o controle das Ilhas Salomão e partes da Nova Guiné. Em maio de 1942, as forças americanas e australianas derrotaram os japoneses na Batalha do Mar de Coral, dando início a uma campanha terrestre japonesa na ilha da Nova Guiné.  Procurando tomar o controlo de uma ilha estrategicamente posicionada e destruir a frota dos EUA no Pacífico, o Japão também lançou um ataque ao Atol Midway, detido pelos americanos.  Com a ajuda do projeto de criptoanálise Magic, o Almirante Chester Nimitz liderou uma força americana que derrotou a marinha japonesa na Batalha de Midway. A Batalha de Midway resultou na perda de quatro porta-aviões cruciais pela frota japonesa, e a batalha marcou uma grande reviravolta na Guerra do Pacífico.  Em agosto de 1942, os Estados Unidos lançaram uma invasão à ilha de Guadalcanal, no Pacífico Sul, nas Ilhas Salomão, controlada pelos japoneses; as forças japonesas e americanas disputaram o controlo de Guadalcanal até fevereiro de 1943.  Após a Batalha de Guadalcanal, os EUA adotaram uma estratégia de salto de ilha em ilha para evitar guarnições japonesas entrincheiradas. No início de 1944, as forças aliadas estabeleceram o controlo sobre grande parte da Nova Guiné e desembarcaram na ilha adjacente de Nova Bretanha. 
Enquanto a campanha no Pacífico Sudoeste continuava, as forças dos EUA lançaram uma ofensiva no Pacífico Central, começando com a Batalha de Tarawa em novembro de 1943.  Os EUA capturaram então posições japonesas nas Ilhas Marshall e nas Ilhas Carolinas.  Em junho de 1944, os EUA lançaram um ataque a Saipan, nas Ilhas Marianas, ganhando o controle da ilha no início de julho, ao custo de quatorze mil baixas.  À medida que a Batalha de Saipan prosseguia, os EUA obtiveram uma importante vitória naval na Batalha do Mar das Filipinas, afundando três porta-aviões japoneses.  Em julho de 1944, Roosevelt se encontrou com Nimitz e MacArthur, onde autorizou a continuação das campanhas no Pacífico Sudoeste e no Pacífico Central. A força de MacArthur continuaria seu avanço em direção às Filipinas, enquanto a campanha do Pacífico Central seguiria em direção ao Japão.  Os EUA desembarcaram na ilha filipina de Leyte em outubro de 1944, provocando uma resposta naval japonesa, já que as Ilhas Filipinas mantinham uma posição crítica na rota de fornecimento de petróleo japonesa das Índias Orientais Holandesas. A marinha japonesa foi dizimada na Batalha do Golfo de Leyte, que às vezes é considerada a "maior batalha naval da história". As forças de MacArthur garantiram o controle de Leyte em dezembro e retomaram em grande parte o controle das Filipinas em março de 1945. 
Os EUA começaram a lançar bombardeios estratégicos contra o Japão a partir das Ilhas Marianas em novembro de 1944, mas o Japão ainda controlava diversas ilhas que forneciam defesa para o arquipélago japonês. Em Fevereiro de 1945, os EUA lançaram uma invasão da bem defendida ilha de Iwo Jima, assumindo o controlo dessa ilha no mês seguinte.  Em 1º de abril, os EUA desembarcaram na Ilha de Okinawa, a maior das Ilhas Ryukyu. Os japoneses permitiram que os americanos desembarcassem na ilha antes de lançar um ataque violento que incluiu ataques suicidas kamikazes por aeronaves japonesas. As forças japonesas em Okinawa resistiram até junho de 1945; as forças dos EUA sofreram mais de 60.000 baixas durante a operação. 

## Planejamento pós-guerra
No final de 1943, Roosevelt, Churchill e Stalin concordaram em se reunir para discutir estratégia e planos pós-guerra na Conferência de Teerã, que marcou o primeiro encontro cara a cara de Roosevelt com Stalin.  Na conferência, a Grã-Bretanha e os Estados Unidos comprometeram-se a abrir uma segunda frente contra a Alemanha em 1944, enquanto Estaline se comprometeu a entrar na guerra contra o Japão numa data não especificada.  Roosevelt também indicou privadamente a aceitação do controlo soviético dos estados bálticos e dos planos soviéticos para deslocar as fronteiras da Polónia para oeste.  Stalin, entretanto, comprometeu-se a juntar-se à guerra contra o Japão após a derrota da Alemanha. 

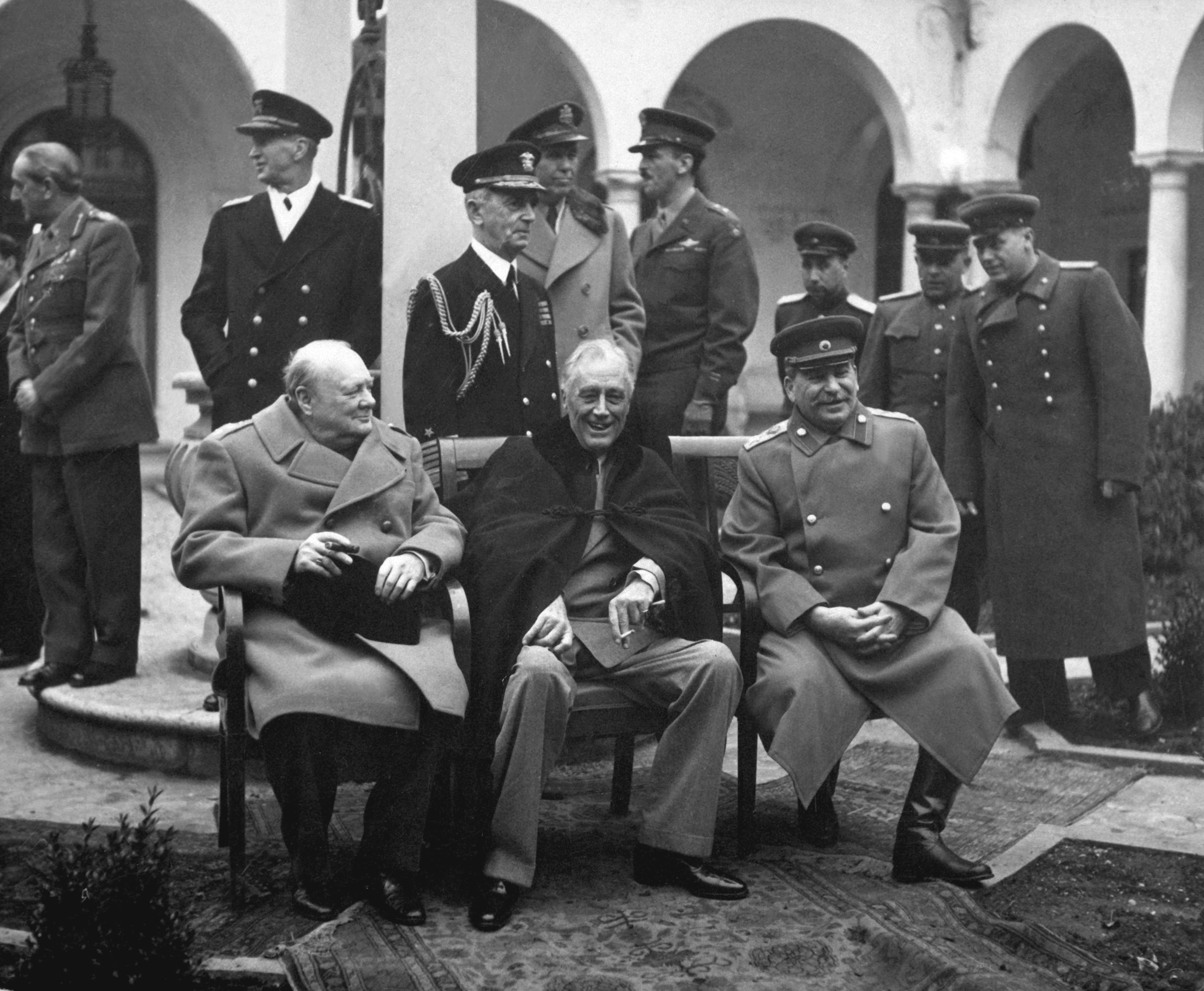
Churchill, FDR e Stalin em Yalta, dois meses antes da morte de Roosevelt

Os planos do pós-guerra ganharam cada vez mais destaque à medida que os Aliados conquistaram diversas vitórias importantes em 1944. O boom econômico da guerra e a experiência da Grande Depressão convenceram muitos americanos da necessidade de reduzir as barreiras comerciais. Os acordos de empréstimo e arrendamento incluíam disposições para eliminação de tarifas, e os EUA desejavam especialmente o desmantelamento do sistema de preferência imperial britânica. Na Conferência de Bretton Woods, os Aliados concordaram com a criação do Fundo Monetário Internacional, que proporcionaria a estabilização da moeda, e do Banco Mundial, que financiaria a reconstrução do pós-guerra. Assumindo o manto wilsoniano, Roosevelt também pressionou pelo estabelecimento das Nações Unidas, uma organização intergovernamental permanente que sucederia à Liga das Nações. 
Roosevelt, Churchill e Stalin se encontraram pela segunda vez na Conferência de Yalta em fevereiro de 1945. Com o fim da guerra na Europa se aproximando, o foco principal de Roosevelt era convencer Stalin a entrar na guerra contra o Japão; o Estado-Maior Conjunto havia estimado que uma invasão americana ao Japão causaria até um milhão de baixas americanas. Em troca da entrada da União Soviética na guerra contra o Japão, foi prometido à União Soviética o controlo de territórios asiáticos, como a Ilha Sacalina.  Com a União Soviética no controlo de grande parte da Europa de Leste no início de 1945, Roosevelt tinha pouca influência sobre as acções soviéticas na Europa de Leste.  Ele não pressionou pela evacuação imediata dos soldados soviéticos da Polónia, mas conseguiu a emissão da Declaração sobre a Europa Libertada, que prometia eleições livres nos países que tinham sido ocupados pela Alemanha.  Contra a pressão soviética, Roosevelt e Churchill recusaram-se a consentir na imposição de enormes reparações e desindustrialização à Alemanha após a guerra.  O papel de Roosevelt na Conferência de Yalta tem sido controverso; os críticos acusam-no de confiar ingenuamente na União Soviética para permitir eleições livres na Europa de Leste, enquanto os apoiantes argumentam que pouco mais poderia ter sido feito por Roosevelt pelos países da Europa de Leste, dada a ocupação soviética e a necessidade de cooperação com a União Soviética durante e após a guerra.   

### Fundação das Nações Unidas
Na Conferência de Ialta, Roosevelt, Churchill e Stalin concordaram com o estabelecimento das Nações Unidas, bem como com a estrutura do Conselho de Segurança das Nações Unidas, que seria responsável por garantir a paz e a segurança internacionais.  Os participantes em Yalta também concordaram que as Nações Unidas se reuniriam pela primeira vez em São Francisco, em abril de 1945, na Conferência das Nações Unidas sobre Organização Internacional.  Roosevelt considerava as Nações Unidas seu legado mais importante. Ele forneceu apoio político contínuo nos bastidores dentro dos Estados Unidos e com Churchill e Stalin no exterior. Ele garantiu que os principais republicanos estivessem a bordo, especialmente os senadores Arthur Vandenberg de Michigan,  e Warren Austin de Vermont.  Os Aliados concordaram com a estrutura básica do novo organismo na Conferência de Dumbarton Oaks em 1944.  Os Quatro Grandes: Estados Unidos, Grã-Bretanha, União Soviética e China tomariam as principais decisões, com a França sendo adicionada posteriormente para fornecer membros permanentes ao todo-poderoso Conselho de Segurança. Cada um tinha poder de veto, evitando assim a fraqueza fatal da Liga das Nações, que teoricamente tinha sido capaz de ordenar aos seus membros que agissem em desafio aos seus próprios parlamentos. 

### Anti-imperialismo
Líderes britânicos, franceses e holandeses esperavam manter ou recuperar suas possessões coloniais após a guerra. Os EUA estavam comprometidos em conceder a independência às Filipinas após o fim da guerra, e Roosevelt pressionou frequentemente Churchill a comprometer-se de forma semelhante com a independência da Índia, Birmânia, Malásia e Hong Kong.  Seus motivos incluíam oposição de princípios ao colonialismo, preocupação prática com o resultado da guerra e a necessidade de angariar apoio para os EUA em uma futura Índia independente. Churchill estava profundamente comprometido com o imperialismo e o rejeitou duramente. Como os EUA precisavam da cooperação britânica na Índia para apoiar a China, Roosevelt teve de recuar no seu anticolonialismo.  Isso irritou os líderes nacionalistas indianos, embora a maioria desses líderes tenha permanecido em prisões britânicas durante esse período porque não apoiaram a guerra contra o Japão.   Roosevelt também prometeu devolver os territórios chineses apreendidos pelo Japão desde 1895 e pôs fim à prática de direitos especiais americanos na China. 

## Eleição de 1944

O presidente Roosevelt derrotou o republicano Thomas E. Dewey na eleição presidencial de 1944.

Ao contrário de 1940, Roosevelt procurou abertamente a reeleição em 1944 e enfrentou pouca oposição para a nomeação democrata.  Roosevelt favoreceu Henry Wallace ou James Byrnes como seu companheiro de chapa em 1944, mas Wallace era impopular entre os conservadores do partido, enquanto Byrnes era contestado por liberais e católicos (Byrnes era um ex-católico). A pedido dos líderes do partido, Roosevelt acabou se convencendo a apoiar e então aceitar o senador do Missouri Harry S. Truman, que era aceitável para todas as facções do partido político. Truman era mais conhecido por sua batalha contra a corrupção e a ineficiência nos gastos em tempos de guerra como chefe do Comitê Truman. 
Thomas E. Dewey, governador de Nova York e internacionalista, era o favorito e venceu facilmente a nomeação na Convenção Nacional Republicana de 1944. O Partido Republicano criticou FDR e sua administração por corrupção interna, ineficiência burocrática, tolerância ao comunismo e erros militares. Dewey evitou amplamente questões de política externa por causa da profunda divisão em seu partido entre internacionalistas e isolacionistas. Os sindicatos deram total apoio a Roosevelt. Roosevelt venceu a eleição de 1944 por uma margem confortável com 53,4% do voto popular e 432 dos 531 votos eleitorais.  

## Últimos dias e morte

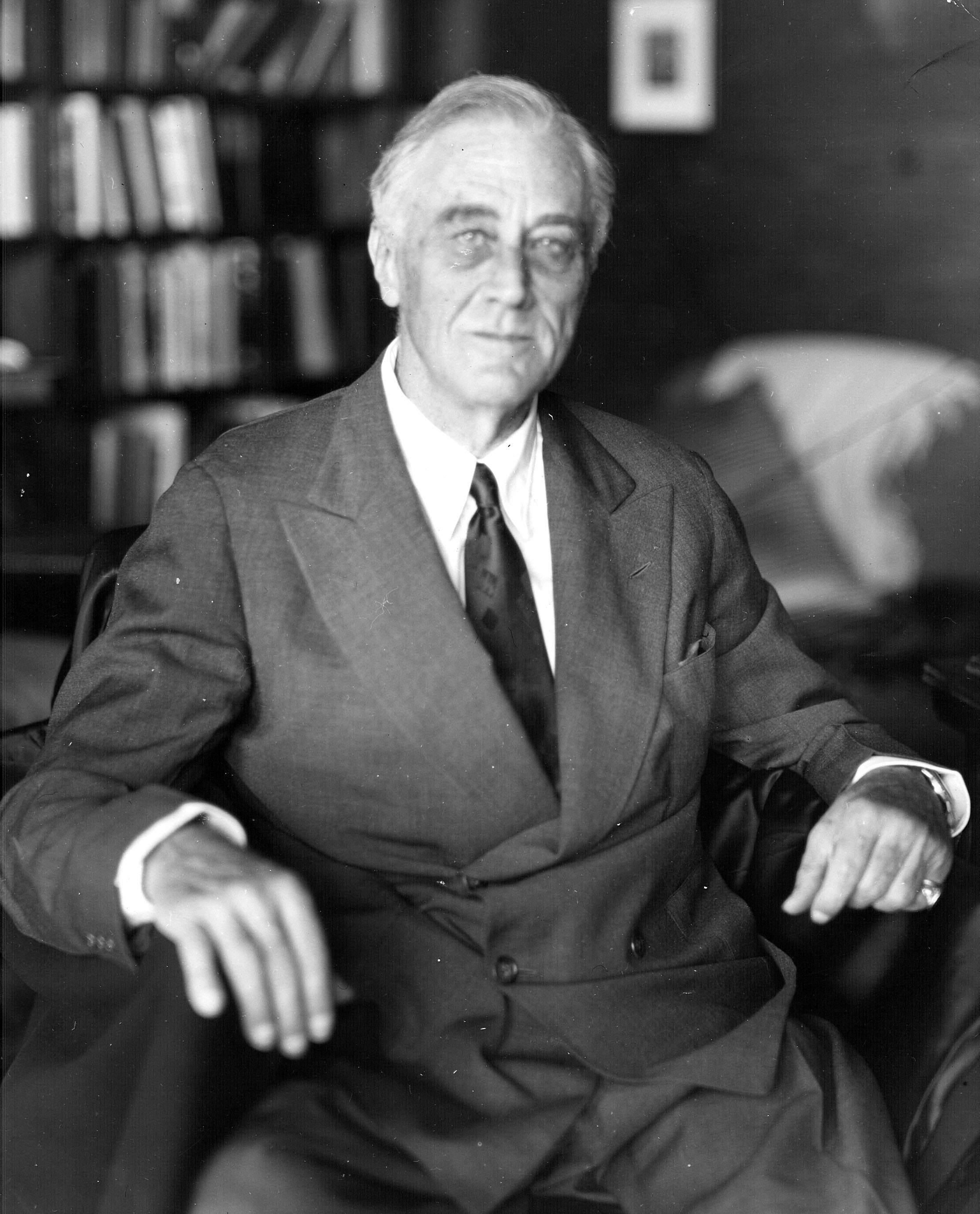
Última fotografia de Roosevelt, tirada um dia antes de sua morte (11 de abril de 1945)

Após retornar aos Estados Unidos da Conferência de Ialta, Roosevelt discursou no Congresso em 1 de março,  e muitos ficaram chocados ao ver o quão velho, magro e frágil ele parecia. Ele falou sentado no vão da Casa, uma concessão sem precedentes à sua incapacidade física. Ainda em pleno comando mental, ele afirmou firmemente seu compromisso principal com uma ONU poderosa:
A Conferência da Crimeia [Yalta] deveria significar o fim de um sistema de acção unilateral, das alianças exclusivas, das esferas de influência, dos equilíbrios de poder e de todos os outros expedientes que foram tentados durante séculos – e sempre falharam. Propomos substituir tudo isto por uma organização universal na qual todas as nações amantes da paz terão finalmente a oportunidade de aderir.
Roosevelt estava com a saúde debilitada desde pelo menos 1940 e, em 1944, estava visivelmente cansado. Em março de1944, logo após seu 62º aniversário, ele passou por exames e descobriu que tinha pressão alta, aterosclerose e doença arterial coronária. Seu coração estava falhando e não havia cura. Em 29 de março de 1945, Roosevelt foi para a Pequena Casa Branca em Warm Springs, Geórgia, para descansar antes de sua esperada aparição na conferência de fundação das Nações Unidas. Em 12 de abril de 1945, em Warm Springs, Geórgia, enquanto posava para um retrato de Elizabeth Shoumatoff, Roosevelt disse: "Estou com uma dor de cabeça terrível". Ele então caiu para frente na cadeira, inconsciente, e foi carregado para seu quarto. O cardiologista responsável pelo presidente, Howard Bruenn, diagnosticou uma hemorragia intracerebral maciça. Às 15h35, Roosevelt morreu com 63 anos de idade. 
Menos de um mês após sua morte, em 8 de maio, a guerra na Europa terminou. Harry S. Truman, que se tornou presidente após a morte de Roosevelt, dedicou o Dia da Vitória na Europa e suas celebrações à memória de Roosevelt. Truman manteve as bandeiras nos EUA a meio mastro durante o restante do período de luto de 30 dias, dizendo que seu único desejo era "que Franklin D. Roosevelt tivesse vivido para testemunhar este dia". 

## Reputação histórica
A rápida expansão dos programas governamentais que ocorreu durante o mandato de Roosevelt redefiniu o papel do governo nos Estados Unidos, e a defesa de Roosevelt dos programas sociais do governo foi fundamental na redefinição do liberalismo para as gerações vindouras.  Os apelos directos de Roosevelt ao público, à liderança legislativa e à reorganização executiva alteraram drasticamente os poderes e responsabilidades do presidente.  A Coligação do New Deal que ele criou transformou a política nacional, inaugurando o Quinto Sistema de Partidos.  Por meio de suas ações antes e durante a Segunda Guerra Mundial, Roosevelt estabeleceu firmemente um papel de liderança para os Estados Unidos no cenário mundial. Os seus críticos isolacionistas desapareceram e até os republicanos aderiram às suas políticas globais. 
Tanto durante como depois dos seus mandatos, os críticos de Roosevelt questionaram não só as suas políticas e posições, mas ainda mais a consolidação do poder na Casa Branca numa altura em que os ditadores estavam a tomar conta da Europa e da Ásia.  Muitos dos programas do New Deal foram abolidos durante a guerra pelos oponentes de FDR. As novas e poderosas agências de guerra foram criadas para serem temporárias e expirarem no final da guerra.  O internamento de nipo-americanos é frequentemente criticado como uma grande mancha no histórico de Roosevelt. 
Após a morte de Roosevelt, sua viúva Eleanor continuou a ser uma presença marcante na política dos EUA e do mundo, servindo como delegada na conferência que estabeleceu as Nações Unidas e defendendo os direitos civis e o liberalismo em geral. Truman substituiu os membros do gabinete Roosevelt, mas a coalizão do New Deal persistiu até a década de 1970. O jovem New Dealer Lyndon B. Johnson, como presidente em 1964-1966, reavivou a energia e o liberalismo de meados da década de 1930. 

Em pesquisas de historiadores e cientistas políticos, Roosevelt é consistentemente classificado como um dos três maiores presidentes ao lado de George Washington e Abraham Lincoln.    Resumindo o impacto de Roosevelt, o historiador William E. Leuchtenburg escreve:
Franklin Delano Roosevelt serviu como presidente de março de 1933 a abril de 1945, o mandato mais longo da história americana. Ele pode ter feito mais durante esses doze anos para mudar a sociedade e a política americanas do que qualquer um dos seus antecessores na Casa Branca, exceto Abraham Lincoln. É claro que parte disso foi produto das circunstâncias; a Grande Depressão e a ascensão da Alemanha e do Japão estavam fora do controle de FDR. Mas suas respostas aos desafios que enfrentou fizeram dele uma figura definidora na história americana.

#### Obras citadas
- Alter, Jonathan (2006). The Defining Moment: FDR's Hundred Days and the Triumph of Hope (popular history). [S.l.]: Simon & Schuster. ISBN 978-0-7432-4600-2
- Black, Conrad (2005) [2003]. Franklin Delano Roosevelt: Champion of Freedom. [S.l.]: PublicAffairs. ISBN 9781586482824  1276 pp. interpretive detailed biography
- Brands, HW (2009). Traitor to His Class: The Privileged Life and Radical Presidency of Franklin Delano Roosevelt. [S.l.: s.n.]
- Burns, James MacGregor (1956). Roosevelt: The Lion and the Fox. [S.l.: s.n.] scholarly biography to 1940; online.
- Burns, James MacGregor (1970). Roosevelt: The Soldier of Freedom. San Diego: Harcourt Brace Jovanovich. ISBN 978-0-15-178871-2 Verifique o valor de |url-access=registration (ajuda)
- Churchill, Winston (1977). The Grand Alliance. [S.l.]: Houghton Mifflin Harcourt. ISBN 978-0-395-41057-8
- Clouatre, Douglas (2012). Presidents and their Justices. Lanham, MD: University Press of America
- Dallek, Robert (2017). Franklin D. Roosevelt: A Political Life. [S.l.]: Viking. ISBN 9780698181724
- Dallek, Robert (1995). Franklin D. Roosevelt and American Foreign Policy, 1932–1945. [S.l.]: Oxford University a standard scholarly history; online free
- Herman, Arthur (2012). Freedom's Forge: How American Business produced victory in World War II. New York: Random House. ISBN 978-1-4000-6964-4
- Kennedy, David M. (1999). Freedom from Fear: The American People in Depression and War, 1929-1945. [S.l.]: Oxford University Press. ISBN 978-0195038347
- Larrabee, Eric (1987). Commander in Chief: Franklin Delano Roosevelt, His Lieutenants, and Their War. [S.l.]: Harper & Row. ISBN 978-0-06-039050-1 Verifique o valor de |url-access=registration (ajuda) Detailed history of how FDR handled the war.
- Leuchtenburg, William E. (1963). Franklin D. Roosevelt and the New Deal, 1932–1940. [S.l.]: Harpers. ISBN 9780061330254 Verifique o valor de |url-access=registration (ajuda), widely cited survey; online free
- Leuchtenburg, William (2015). The American President: From Teddy Roosevelt to Bill Clinton. [S.l.]: Oxford University Press
- McCullough, David (1992). Truman. New York: Simon & Schuster
- McJimsey, George (2000). The Presidency of Franklin Delano Roosevelt. [S.l.]: University Press of Kansas. ISBN 978-0-7006-1012-9; online free
- Sainsbury, Keith (1994). Churchill and Roosevelt at War: The War They Fought and the Peace They Hoped to Make. [S.l.]: New York University Press. ISBN 978-0-8147-7991-0
- Smith, Jean Edward (2007). FDR. New York: Random House. ISBN 9781400061211 Verifique o valor de |url-access=registration (ajuda) 858pp

#### Biografias
- Black, Conrad (2005) [2003]. Franklin Delano Roosevelt: Champion of Freedom. [S.l.]: PublicAffairs. ISBN 9781586482824  1276pp interpretive detailed biography; online
- Burns, James MacGregor. Roosevelt: Soldier of Freedom (1970), vol 2 covers the war years. online
- Cook, Blanche Wiesen. Eleanor Roosevelt, Volume 3: The War Years and After, 1939-1962 (Penguin, 2017).
- Dallek, Robert. Franklin D. Roosevelt: A Political Life (Penguin, 2017).
- Freidel, Frank. (1991)  Franklin D. Roosevelt: A Rendezvous with Destiny, complete biography to 1945. 710pp excerpt; also online
- Goodwin, Doris Kearns. No Ordinary Time: Franklin and Eleanor Roosevelt: The Home Front in World War II (1995)
- Graham, Otis L. and Meghan Robinson Wander, eds. Franklin D. Roosevelt: His Life and Times. (1985). encyclopedia
- Goodwin, Doris Kearns (1994). No Ordinary Time: Franklin & Eleanor Roosevelt: The Home Front in World War II. [S.l.]: Simon and Schuster. ISBN 9781476750576
- Hamby, Alonzo. For the survival of democracy: Franklin Roosevelt and the world crisis of the 1930s (2004) online
- Leebaert,  Derek. Unlikely Heroes: Franklin Roosevelt, His Four Lieutenants, and the World They Made  (2023); on Perkins, Ickes, Wallace and Hopkins.
- Lehrman, Lewis E. Churchill, Roosevelt & company: studies in character and statecraft (Rowman & Littlefield, 2017).
- Lelyveld, Joseph. His final battle: The last months of Franklin Roosevelt (Vintage, 2017).
- Pederson, William D (2011). A Companion to Franklin D. Roosevelt. [S.l.]: Blackwell; 35 essays by scholars emphasizing historiography. online; excerpt at Google

#### Estudos acadêmicos de retaguarda
- 10 Eventful Years: 1937-1946, 4 vol. Encyclopædia Britannica, 1947. Highly detailed encyclopedia of events.
- Best, Michael H. "Industrial innovation and productive structures: The creation of America’s 'Arsenal of democracy'". Structural Change and Economic Dynamics 48 (2019): 32-41.
- Brinkley, Douglas G. Rightful Heritage: Franklin D. Roosevelt and the Land of America (2016) excerpt; on FDR's environmental and conservation beliefs & policies.
- Clarke, Jeanne Nienaber. Roosevelt's Warrior: Harold L. Ickes and the New Deal (1996)
- Engel, Jeffrey A., ed. The Four Freedoms: Franklin D. Roosevelt and the Evolution of an American Idea (Oxford University Press, 2015).
- Feagin, Joe R., and Kelly Riddell. "The State, Capitalism, and World War II: The U.S. Case". Armed Forces and Society (Fall 1990) 17#1 pp. 53–79. JSTOR 2150824.
- Holzer, Harold. The Presidents Vs. the Press: The Endless Battle Between the White House and the Media—from the Founding Fathers to Fake News (Dutton, 2020) pp. 167–192.
- Jeffries John W. "The 'New' New Deal: FDR and American Liberalism, 1937–1945". Political Science Quarterly (Autumn 1990): 397–418. JSTOR 2150824.
- Klein, Maury. A Call to Arms: Mobilizing America for World War II (2013).
- Koistinen, Paul A. C. Arsenal of World War II: The Political Economy of American Warfare, 1940–1945 (2004)
- Orren, Karen, and Stephen Skowronek. "Regimes and regime building in American government: A review of literature on the 1940s." Political Science Quarterly 113.4 (1998): 689–702. JSTOR 2658250.
- Pederson, William D (2011). A Companion to Franklin D. Roosevelt. Wiley-Blackwell. ISBN 9781444330168., 768 pages; essays by scholars covering major historiographical themes. online
- Resch, John Phillips, and D'Ann Campbell eds. Americans at War: Society, Culture, and the Homefront (vol. 3, 2004)
- Sitkoff, Harvard (1978). A New Deal for Blacks. ISBN 978-0-19-502418-0.

#### Política externa e Segunda Guerra Mundial
- Andrew, Christopher. For the President’s Eyes Only: Secret Intelligence and the American Presidency from Washington to Bush (1995), pp 75–148.
- Barron, Gloria J.  Leadership in Crisis: FDR and the Path to Intervention (1973).
- Berthon, Simon; Potts, Joanna (2007). Warlords: An Extraordinary Re-creation of World War II Through the Eyes and Minds of Hitler, Churchill, Roosevelt, and Stalin. [S.l.]: Da Capo Press. ISBN 978-0-306-81538-6
- Beschloss, Michael (2002). The Conquerors: Roosevelt, Truman, and the destruction of Hitler's Germany, 1941–1945. New York: Simon & Schuster. ISBN 978-0-684-81027-0
- Feis, Herbert. Churchill Roosevelt Stalin:  Churchill-Roosevelt-Stalin: The War they waged and the Peace they sought (1957) online
- Feis, Herbert. China Tangle: The American Effort in China from Pearl Harbor to the Marshall Mission (1953). ch 1-6 online
- Fenby, Jonathan. Alliance: the inside story of how Roosevelt, Stalin and Churchill won one war and began another (Simon and Schuster, 2015), popular history.
- Gellman, Irwin. Secret Affairs: Franklin Roosevelt, Cordell Hull, and Sumner Welles (JHU Press, 2019).
- Heinrichs, Waldo H. Threshold of war: Franklin D. Roosevelt and American entry into World War II (Oxford UP,  1989) online free
- Herring, George C. (2008). From Colony to Superpower; U.S. Foreign Relations Since 1776. [S.l.]: Oxford University Press. ISBN 978-0-19-507822-0
- Hoopes, Townsend, and Douglas Brinkley. FDR and the Creation of the UN (Yale UP, 2000).
- Hurstfield, Julian G. America and the French Nation, 1939-1945 (UNC Press Books, 2018).
- Johnstone, Andrew. "Spinning war and peace: Foreign relations and public relations on the eve of World War II." Journal of American Studies 53.1 (2019): 223–251. online
- Jordan, David M (2011). FDR, Dewey, and the Election of 1944. Bloomington: Indiana University Press. ISBN 9780253356833 Verifique o valor de |url-access=registration (ajuda)
- Lacey, James. The Washington War: FDR's Inner Circle and the Politics of Power That Won World War II (2019) excerpt
- Marks, Frederick W.  Wind over sand: the diplomacy of Franklin Roosevelt (1988) online free
- Miscamble, Wilson D. (2007). From Roosevelt to Truman: Potsdam, Hiroshima, and the Cold War. [S.l.]: Cambridge University Press. ISBN 978-0-521-86244-8
- Padgett, Philip. Advocating Overlord: The D-Day Strategy and the Atomic Bomb (U of Nebraska Press, 2018).
- Rauchway, Eric. The Money Makers: How Roosevelt and Keynes Ended the Depression, Defeated Fascism, and Secured a Prosperous Peace (Basic Books, 2015) excerpt.
- Sherwood, Robert E (1949). Roosevelt and Hopkins: An Intimate History. [S.l.]: Harper. ISBN 9780060138455. hdl:2027/heb.00749, Pulitzer Prize; published in England as The White House Papers of Harry L. Hopkins Vol. I (1948);  online
- Steele Richard W. 'The Great Debate: Roosevelt, the Media, and the Coming of the War, 1940–1941.' Journal of American History 71 (1994): 69–92. JSTOR 1899834.
- Stefan, Charles G. "Yalta Revisited: An Update on the Diplomacy of FDR and His Wartime Summit Partners." Presidential Studies Quarterly 23.4 (1993): 755–770. JSTOR 27551152.
- van Hoef, Yuri. "Interpreting affect between state leaders: Assessing the political friendship between Winston S. Churchill and Franklin D. Roosevelt." in Researching Emotions in International Relations (Palgrave Macmillan, Cham, 2018) pp. 51–73.
- Woolner, D., W. Kimball and D. Reynolds, eds. FDR's World: War, Peace, and Legacies (2008) essays by scholars excerpt
- Woolner, David B. The Last 100 Days: FDR at War and at Peace (Basic Books, 2017).

#### Críticas
- Doenecke, Justus D.; Stoler, Mark A. (2005). Debating Franklin D. Roosevelt's Foreign Policies, 1933–1945. Lanham: Rowman & Littlefield. ISBN 978-0847694150 248 pp.
- Flynn, John T (1948). The Roosevelt Myth. [S.l.: s.n.] Former FDR supporter condemns all aspects of FDR.
- Smiley, Gene (2002). Rethinking the Great Depression. Col: The American Way Series. Chicago: Ivan R. Dee. ISBN 1-566-63472-5. OCLC 49312517 Verifique o valor de |url-access=registration (ajuda).